# Seegfrörnen des Bodensees

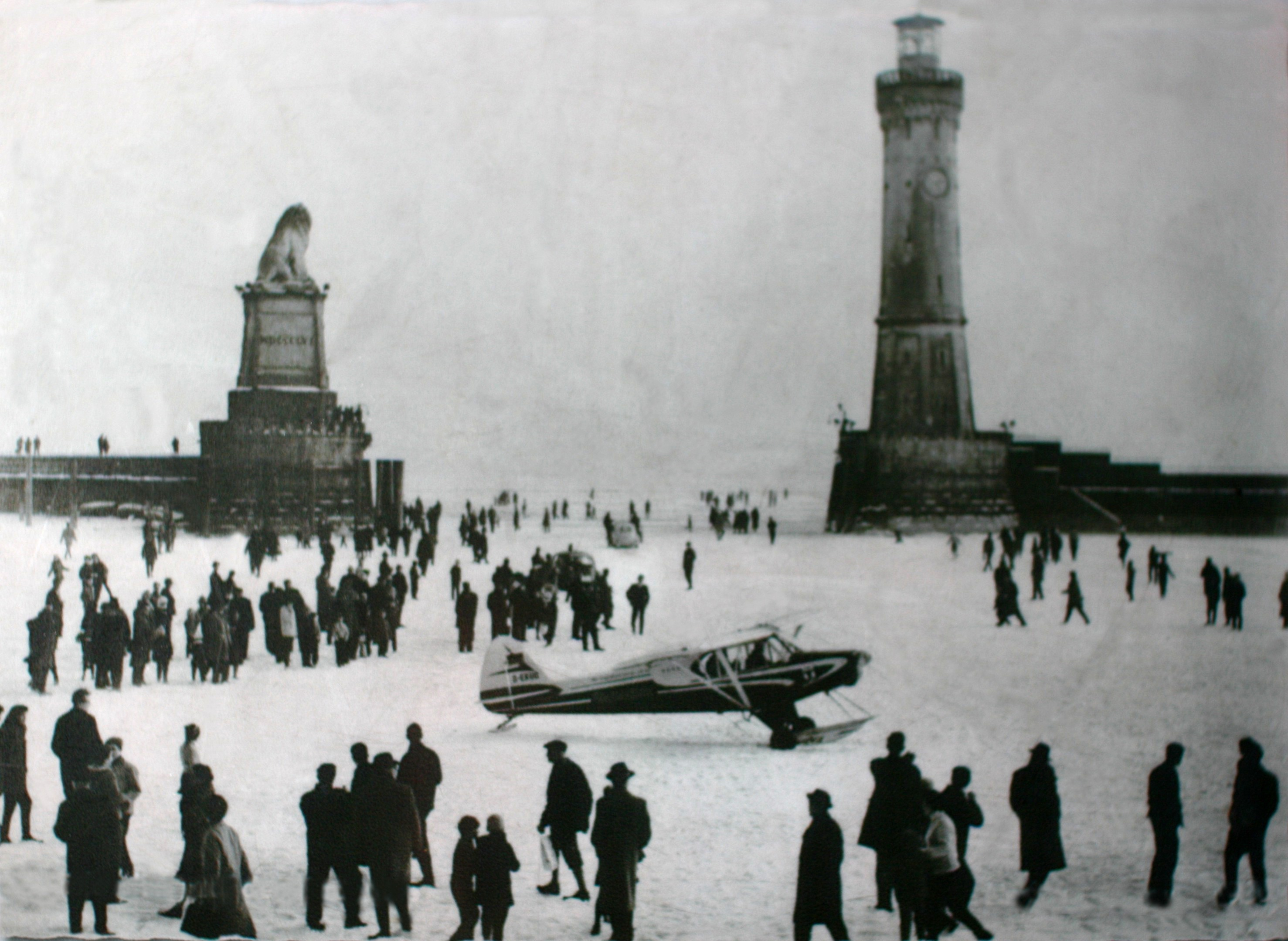
Lindauer Hafen 1963 mit gelandetem Flugzeug auf dem Eis des Hafenbeckens und Auto in der Hafeneinfahrt

In der Vergangenheit war es in einigen Wintern am Bodensee so kalt, dass (oft im Januar oder Februar) auf großen Teilen des Bodensees eine Eisschicht entstand, die auch Menschen tragen konnte. Dieses Phänomen wurde in deutschem Bodenseealemannisch Seegfrörne des Bodensees (Zufrieren des Bodensees) genannt und in Schweizer Hochalemannisch Seegfrörni. Auch der zuletzt zufrierende Teil, der Obersee, konnte dann zu Fuß überquert werden.
Der Bodensee ist einer der größten Seen Europas. Dokumente zu vergangenen Seegfrörnen gelten wegen seines großen Volumens (48 km³) und seiner großen Tiefe als bedeutendes Klimaarchiv für Kälteanomalien in Zentraleuropa, mit dem sich auch Klimamodelle kalibrieren lassen.
Der Bodensee war letztmals im Winter 1962/63 komplett überfroren. Der Winter 1962/63 in Europa war in Deutschland der strengste Winter des 20. Jahrhunderts.

## Besonderheiten einer Seegfrörne

### Physikalische Gegebenheiten

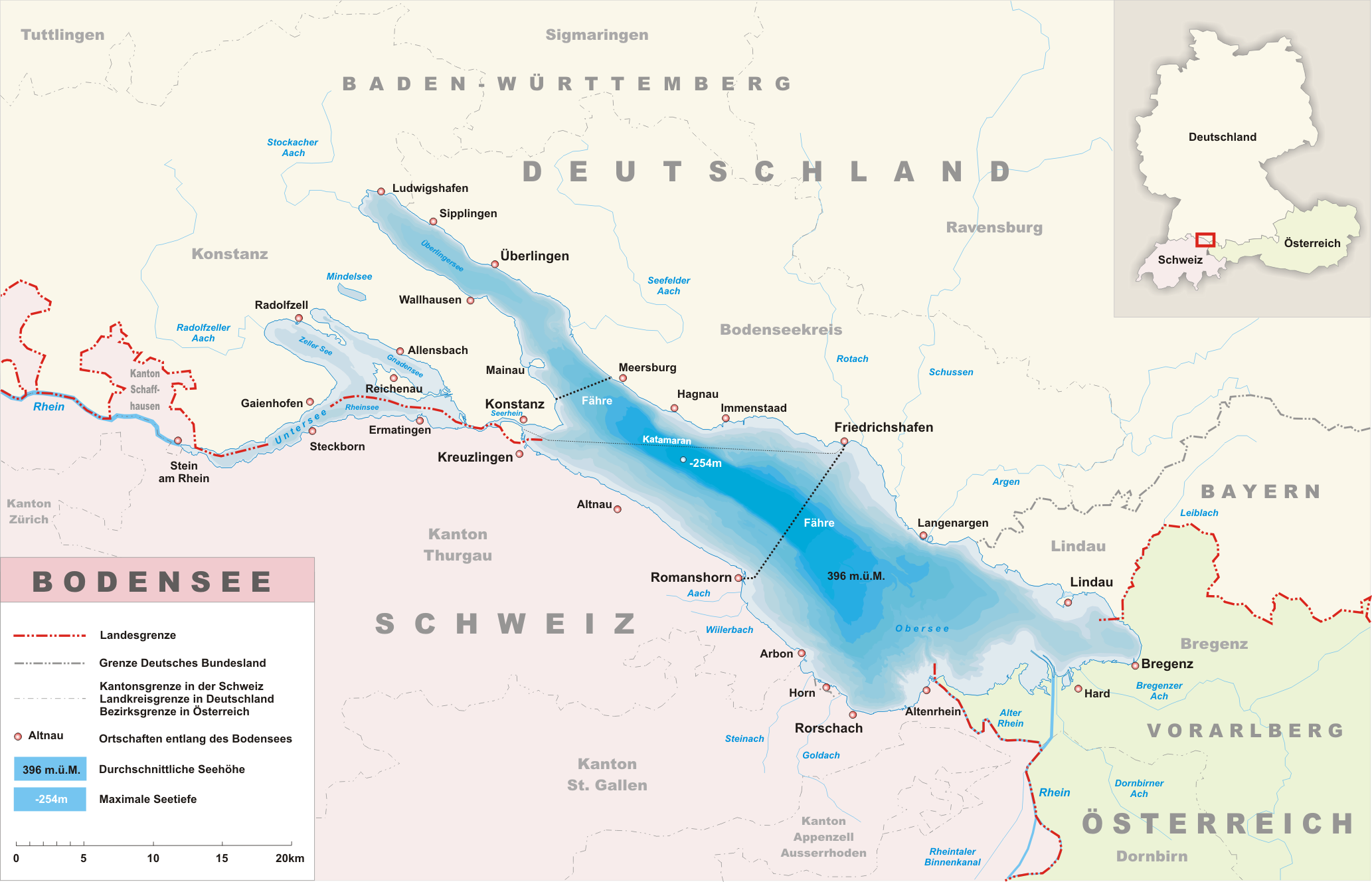
Bodensee mit Untersee, Zeller See, Überlinger See und Obersee

Ab einer Wassertiefe von 50 Meter und mehr hat der Bodensee bis hinunter zum Seeboden eine Temperatur von etwa 4 °Celsius. Wasser von 4 °Celsius hat die höchste Dichte und sinkt auf den Seeboden. Die darüber liegenden Wasserschichten von der Oberfläche bis zu 50 Meter Wassertiefe weisen wegen der Dichteanomalie des Wassers geringere Dichten auf und können auch auf niedrigere Werte abkühlen. Eis hat eine geringere Dichte als Wasser und schwimmt obenauf. So kann sich an der Oberfläche eine Eisdecke bilden.

### Ablauf einer Seegfrörne
Folgende Faktoren begünstigen eine Seegfrörne: früh beginnender Winter, aus östlichen Richtungen zuströmende Kaltluft, schwache Luftbewegungen, ein niedriger Wasserstand, wenig Sonnenschein und Lufttemperaturen, die von November bis Februar/März mehrere Grad unter dem langjährigen Mittelwert liegen. Am Ablauf der Seegfrörne von 1963 ist zu sehen, dass die Eisbildung im Untersee beginnt. Sie fängt dort im flachsten Teil, dem Gnadensee mit 22 Meter Tiefe an, greift auf den Zeller See mit 26 Meter Tiefe über und ergreift den rheindurchströmten Teil mit 46 Meter Tiefe. Nach etwa zwei Wochen folgt die Eisbildung im Überlinger See und nach einer weiteren Woche im Obersee. Entsprechend dem zeitlichen Verlauf und der Wassertiefe weist bei einer Seegfrörne der Untersee Eisdicken bis 1 Meter, der Überlinger See bis 30 cm und der Obersee bis 20 cm auf. Zuerst wurde bei der Seegfrörne von 1963 die Überquerung des Untersees zwischen Hemmenhofen und Steckborn am 17. Januar 1963 frei gegeben. Dann wurde am 1. Februar der Überlinger See zwischen Überlingen und Dingelsdorf von Jugendlichen überquert. Am 6. Februar erkundeten Hagnauer Jugendliche die Passage des Obersees von Hagnau nach Münsterlingen für die Eisprozession.

### Eisbewegungen
Bei sinkenden Temperaturen schrumpft das Eis. Dies verursacht Risse im Eis. Zwischen vorher verbundenen Eisflächen können große Risse mit offenem Wasser entstehen.
Diese Wunen (auch Wunnen genannt) können entlang der Bruchstelle kilometerlang verlaufen. Bei steigenden Temperaturen, zum Beispiel beim Wechsel von Nachtkälte zu Tageswärme mit Sonneneinstrahlung, dehnt sich das Eis aus; Eisplatten und Eiswälle können sich auftürmen. Diese Bewegungen des Eises werden von heftigem Knallen begleitet. Weiter gibt es mitten im Eis kreisrunde Löcher von etwa einem Meter Durchmesser von Quellen am Seegrund. Dort können auch Gasblasen emporsteigen.

### Offene Stellen im Bodensee
Unter der Rheinbrücke von Konstanz sowie zwischen Friedrichshafen und Romanshorn (tiefste und breiteste Stelle des Sees sowie Fährverkehr) blieb der Bodensee am längsten ohne Eisdecke. Dort sammeln sich die Belchen und Schwäne.

### Tragfähigkeit der Eisdecke
Die Teilnehmer einer Umrundung des Sees auf Schlittschuhen während der Seegfrörne des Bodensees 1880 hielten ihre Erfahrungen für künftige Generationen fest:

„Was die Tragfähigkeit des Eises betrifft, so trägt das Eis, wenn es nur 4 cm Dicke hat, das Gewicht eines einzelnen Mannes, bei 8 cm kann Infanterie in Reih und Glied, aber in gebrochenem Schritt darüber passieren. Für Kavallerie und leichte Feldstücke nimmt man eine Dicke von 11–16 cm an und bei 40 cm und darüber hinaus widersteht das Eis dem Druck der schwersten Lasten.“

„Eisexpeditionen, welche mit Stock, Seil, Kompass und Signalhorn versehen sind, kann kaum ein Unglück widerfahren. Darum möchten wir diese unsere Warnung zum Gedächtnis für die Zukunft niederlegen.“

Bei einer Überquerung während der Seegfrörne 1963 von Langenargen nach Rheinspitz am Alten Rhein in der Schweiz erlebten zwei Freunde ein halbstündiges, sich von Ost nach West fortpflanzendes Geräusch, erreichten aber dennoch heil das Schweizer Ufer:

„Ein gewaltiger Donnerschlag ließ das Eis erzittern, dem zuvor ein Heulen und Krachen vorausgegangen war. Wir merkten plötzlich, wie sich das Eis unter uns zu wölben und zu senken begann. Die Eisdecke bebte, darunter rauschte und gluckste das Wasser immer stärker werdend. Ein zweiter Donnerschlag und Getöse in einer Lautstärke, als ob Düsenjäger über uns hinwegfegten. Wir dachten, jetzt ist unser letztes Stündle gekommen und liefen, als wäre der Teufel hinter uns her.“

Ein Schlittschuhläufer, der 1963 den Obersee des Bodensees umrundete, fasste seine Erfahrungen folgendermaßen zusammen:

„… An manchen Eiswunnen muß man etwas vorsichtig sein. Auch kann man sich dort leicht einmal nasse Füße holen, weil sich die Eisschichten übereinanderschieben und in der Senkung das Wasser hervorquillt. Man muß auf die kleinen Risse aufpassen, in denen der Schlittschuh leicht hängen bleiben kann. …“

Eismeister überprüften die Tragfähigkeit der Eisdecke folgendermaßen:

„Hinterlässt der Schlag mit dem Eishammer ein Loch, ist die erforderliche Stärke zur Begehung erreicht. Splittert das Eis sternförmig, muss noch gewartet werden.“

### Situation der Wasservögel
Die Wasservögel (Möwen, Blesshühner, Schwäne und seltene Wildenten) drängen zu den immer kleineren offenen Wasserstellen, frieren fest und finden keine Nahrung mehr. Bei der Seegfrörne von 1963 wurden in der Umgebung von Konstanz die Wasservögel durch Tierfreunde, den Konstanzer Tierschutzverein, die Wasserschutzpolizei, Freiwillige Feuerwehr, Technisches Hilfswerk, die Polizei, das Konstanzer Tiefbauamt, die Mannschaften der Fähre und durch Geschäftsleute gefüttert, gerettet und untergebracht. Die Jägervereinigung Konstanz versorgte aus dem Flugzeug, die Bundeswehr von Hubschraubern aus die Vögel mit Futter.

### Ende einer Seegfrörne
Eine Seegfrörne wird durch Tauwetter, Westwinde oder Föhnstürme beendet. Für den Eisgang rheinabwärts müssen die Städte mit Rheinbrücken (Konstanz, Stein am Rhein, Diessenhofen, Schaffhausen und Neuhausen mit dem Rheinfall) Vorkehrungen treffen. Mitte Januar 1963 hatte das Oberflächenwasser in der Mitte des Obersees 3,6 °Celsius, bis Mitte April 1963 blieben die Temperaturen im ganzen Bodensee unter 4 ° Celsius.

## Klimaschwankungen

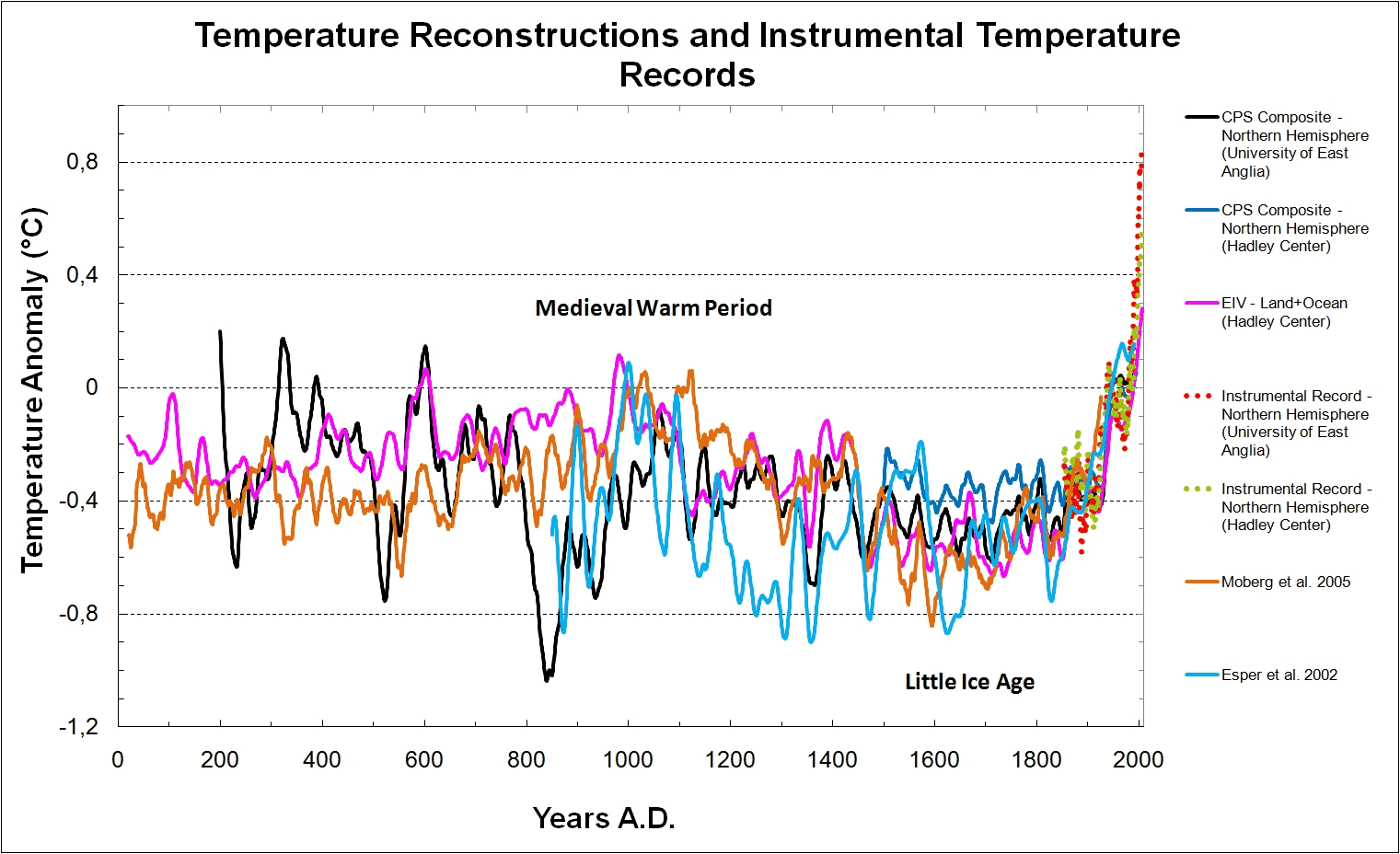
Rekonstruierter Temperaturverlauf der letzten 2.000 Jahre nach verschiedenen Quellen. Im Vergleich dazu auch die direkt gemessenen Temperaturen bis einschließlich 2004

Generelle Klimaschwankungen mit Ausprägungen wie die Mittelalterliche Warmzeit und die Kleine Eiszeit mit besonders kalten Wetterperioden von 1570–1630 und von 1675–1715 sind als Erklärung für die Seegfrörnen des Bodensees nicht geeignet. Regionale Temperaturuntersuchungen zeigen Temperaturrückgänge ab Mitte des 13. Jahrhunderts und im 14. Jahrhundert an (siehe u. a. Niculussi, Patzelt: Klima im Alpenraum.).

## Überlieferte Seegfrörnen
Eine Seegfrörne wird derzeit erstmals für das Jahr 875 angenommen.
Überlieferte oder dokumentierte Seegfrörnen des Bodensees fanden nach Meichle statt in den Jahren:
- 875, 895
- 1074, 1076
- 1108
- 1217, 1227, 1277
- 1323, 1325, 1378, 1379, 1383
- 1409, 1431, 1435, 1460, 1465, 1470, 1479
- 1512, 1553, 1560, 1564, 1565, 1571, 1573

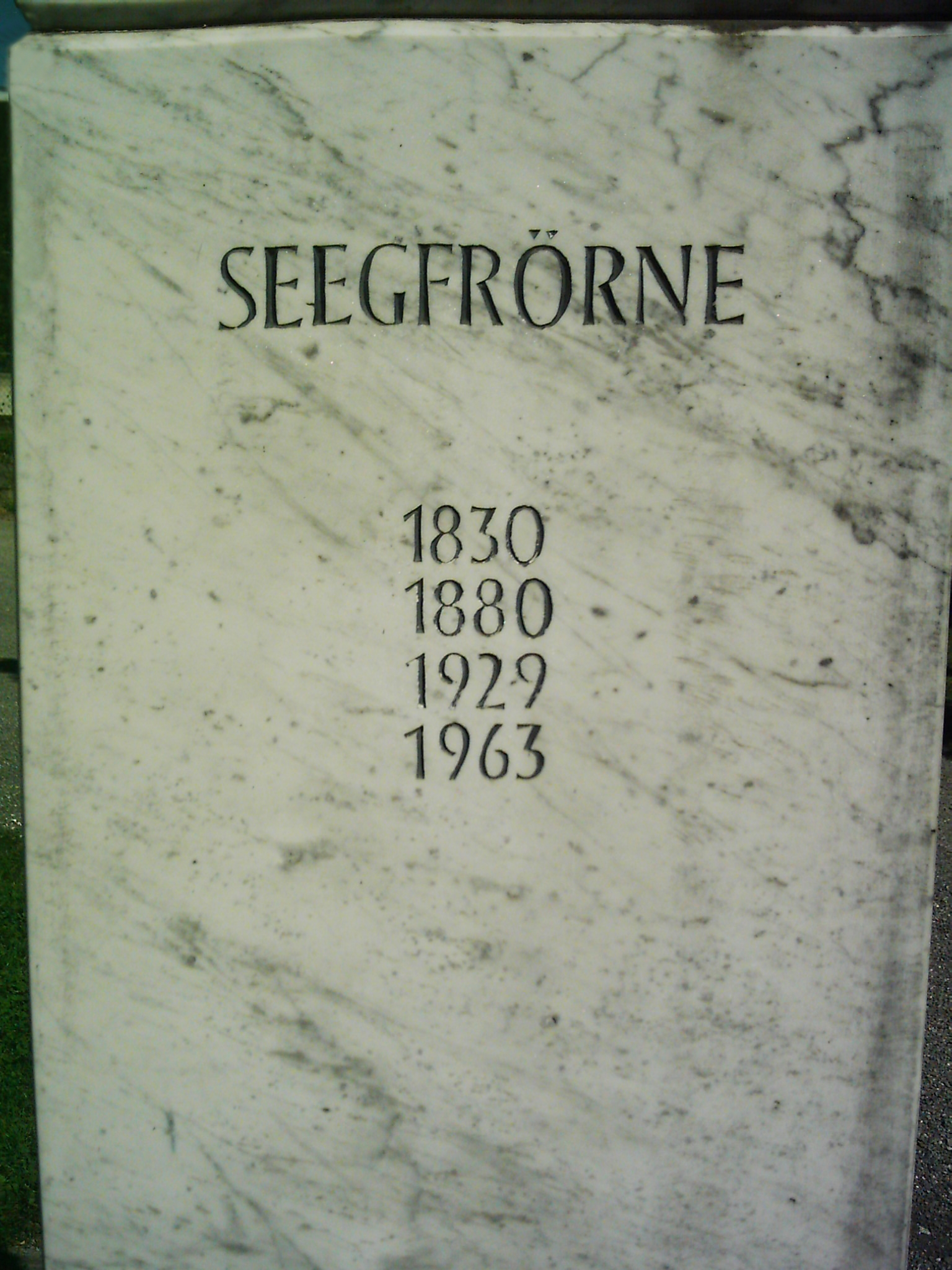
Säule in Lochau-Hörbranz mit Hinweis auf dort bekannte Seegfrörnen

- 1684, 1695
- 1788
- 1830, 1880
- 1963[21]

Die Seegfrörne vom 9. bis ins 13. Jahrhundert sind nicht durch Dokumente von Zeitgenossen oder Zeitzeugen belegbar. Spätere Seegfrörne werden erst lange Zeiten nach dem Ereignis beschrieben. Erst ab 1830 gibt es ausführliche und zeitnahe Dokumentationen. Der Lindauer Heimatpfleger Werner Dobras schreibt hierzu:

„So müssen wir uns damit zufrieden geben, die ersten uns bekannten Seegfrörnen nur als Zahlen zu betrachten. Von den Jahren 875, 895, 1074, 1076, 1108, 1217 und 1227 existieren eben keinerlei Aufzeichnungen von zeitgenössischen Chronisten.“

Als Chronisten historischer Seegfrörnen nennt Meichle: Hans Stetter (spätes 14. Jahrhundert, Konstanz), Gebhard Dacher († 1472, Konstanz), Joachim von Watt (genannt Vadian 1484–1551, St. Gallen), Jakob Reutlinger (1545–1611, Überlingen), David Hünlin (1720–1783, Lindau), Johann Friedrich Spät (18. Jahrhundert, Konstanz), Gustav Schwab (1792–1850, Stuttgart), Joseph Laible (Konstanz). In der katholischen Pfarrkirche St. Georg von Wasserburg (Bodensee) sind auf Tafeln an drei der vier Hauptpfeiler die Seegfrörnen von 1573, 1830 und 1963 dokumentiert. Eine Marmorstele im Uferbereich von Lochau/Hörbranz dokumentiert Seegfrörnen in den Jahren 1830, 1880, auch 1929 sowie 1963.

## Dokumentierte Seegfrörnen

### Seegfrörne von 1076 (teilweise)
„Annô Christi 1076. ware ein solch kalter Winter / daß man von St. Martini Tag [11. November] bis in den Aprill zu Fuß über den Rhein wanderte / und die Wein-Reben völlig verdarben.“

### Seegfrörne von 1277 (teilweise)
Der Konstanzer Chronist Gebhard Dacher beruft sich mit einem Zitat auf seinen Vorgänger Hans Stetter zu einer Seegfrörne im Jahre 1277, wonach ein so scharfer und kalter Winter herrschte, der Bodensee so stark überfroren war, dass eine Katze und ein Hund darüber hätten laufen können, und dieser Zustand bis zum 14. Februar anhielt.

„Item und der nachgeend winter, der was also scharpf und also kalt das der Bodense mitainanderen ward überfroren, das ain katz und ain hund darüber geloffen wärent, untz [bis] ze sant Valentinstag [14. Februar].“

„Annô Christi 1277. wurde die Stadt Constantz auff dem 14ten Junii, und die 14. negste Täg hindurch mit 12. starcken Erdbiden erschütteret / worauff ein scharpffer Winter / in welchem vast der ganze Boden-See überfroren ware / und nach disem ein so fruchtbares Jahr erfolgte / daß ein Muth Kernen oder Weizen umb 12. Kreutzer / ein Muth Roggen deßgleichen ein Muth Erbs umb 8. Kr. ein Pfund Schweine Fleisch umb 3. und ein Pfund Rind Fleisch umb 1. Pfennig / die Maaß deß besten Constantzer Weins umb 3. und deß geringeren umb 1. Pf. verkaufft wurde / welche Wohlfeile gegen 2. Jahr lang dauerte.“

### Seegfrörne von 1325/1326
Diese Seegfrörne bahnte sich Ende 1325 an.

„Annô Christi 1325. ware an S.Luciæ Tag [13. Dezember] ein solche Kälte / daß der Rhein völlig überfroren / und man darauff hin- und wider zu Pferdt und Fuß gewanderet ist.“

Zwei Handschriften überliefern Details zum weiteren Verlauf der Seegfrörne Anfang 1326.

„30. Januar: tanta congelacio aque et frigus erat, quod homines super glacies transeuntes de litore at litus supra et infra pontem Reni civitatis Constantiensis, per uam itur Petridomum. ludos suos exercebant cum lapidibus. Cumque homines trahentes nave de Husen versus Munsterlingen et ad litus ante de blaichi pedibus transierunt et de Walenhusen versus Uberlingen satis secure, quia hiems dura fuit et aspera.“

„So groß war das Zufrieren des Wasser und die Kälte, dass die Leute, die über das Eis von Ufer zu Ufer oberhalb und unterhalb der Rheinbrücke der Stadt Konstanz, durch welche man nach Petershausen gelangt, gingen, ihre Spiele mit Steinen ausübten. Auch zogen damals Leute mit Booten zu Fuße von Petershausen gegen Münsterlingen und zum Ufer von der Bleiche und von Wallhausen nach Überlingen hinreichend sicher, weil der Winter hart und streng war.“

„2. Februar. Anno ab incarnatione domini 1326 congelata sunt aque majoris laci Allemanniae in tanta spissitudine et vigore it quod mulit homines peditando transirent lacum de opido Ueberlingensi ad portum translacinum et econverso, et etiam linga in vehiculis traherent homines usque in Ueberlingen ad vendendum.“

„Am 2. Februar 1326 gefror das Wasser des größeren alemannischen Sees zu in so großer Festigkeit und Stärke, dass viele Menschen zu Fuß den See von der Stadt Überlingen bis zu dem jenseits des Sees gelegenen Hafen und umgekehrt überschritten und die Menschen auch Holz auf Fuhrwerken bis nach Überlingen zum Verkauf zogen.“

### Seegfrörne von 1378
Nach der Chronik des Seckelmeisters Stetter um 1400 gab es am 24. Februar 1378 eine schwache Eisdecke zwischen Egg, Meersburg, Hagnau und Buchhorn (heute Friedrichshafen).

„Item an sant Matheusabent (24. Februar) da überfror der Bodensee von Egg untz gen Merspurg und gen Hagnow untz gen Buchhorn. Und weret das vier tag, das ain katz oder ain hund wal uff dem iß geloffen hett und was doch ze Costentz in der statt also warm, das es gar nit vil gefror.“

„Am Matthäusabend [24. Februar] überfror der Bodensee von Egg bis nach Meersburg und Hagnau und Buchhorn [Friedrichshafen]. Es währte vier Tage, dass eine Katze und Hund hätten auf dem Eis laufen können und dabei war es in der Stadt Konstanz so warm dass es dort nicht viel gefror.“

„Annô Christi 1378. den 27ten Febr. überfrore der Boden-See von Eck bis nach Mörspurg / auch zu Hagnau und Buchhorn zimlich hart / und dannoch ware es in der Stadt Constantz also warm / daß man nichts gefroren sahe. In disem JAhr waren auch den 6. Aprill die Bäum in voller Blühe / und unerachtet es den 6. und 7. Aprill häuffig schneyete / auch darauff der schmoltzene Schee gefrore / so ware es doch ein an Wein und Korn reichlich gesegnetes Jahr.“

### Seegfrörne von 1435 (komplett)
„Anno 1434 am tag nach Andres [1. Dezember] da viel als ain großer schnee, das er dicker was denn ainer langen elen und der lag untz Mathiae ap. [24. Februar] und gieng da gemachsam ab recht in 14 tagen. Aber an sant Mathiestag da was das ys in Obersee so vast gefroren, das man daruff gieng, wer wolt, und uff den tag umb die zehn umb den imbis [Mittagessen] da lediget sich ain insel [Eisscholle], die wal ainer halben mil lang was, und die traib der wind uff gen Lindow werts. Und die Insel tet dem Ehinger ze Guttingen vil schaden an pfäln. Es warent och von Merspurg wol sechzehn so mutwillig, das sy zu dem ismere furen und daruff giengent als verr (entfernt, weit) und lang, als sy woltent.“

In einer Weingartner Handschrift wird erwähnt, dass der See von Fussach nach Lindau und von Arbon nach Langenargen begangen werden konnte. Am 23. Februar 1435 brach das Eis bei Wind und Regen.
Vom 10. bis 23. Februar 1435 war der gesamte Bodensee zugefroren und begehbar.

### Seegfrörne von 1465 (teilweise)
In einer Konstanzer Chronik schildert der Zeitzeuge Gebhard Dacher, dass er Anfang Februar 1465 den Überlinger See von Dingelsdorf nach Überlingen überquerte:

„Als man von der geburt Christi zahlt 1465 jare an sant Agnesentag und aubend [20. und 21. Januar] ward es vast [sehr / fest] kalt, das der Bodensee von dem Aichorn bis gen Regikoven über fror als sechs vinger dick yß und das man doruff gieng ach von Überlingen gen Dingelsdorf und Walhusen. Man gieng und rait über das yß und bin ich Gebhart Dacher von Dingelsdorf gen Überlingen uff dem yß und see gegangen uff dem nechsten zinstag [Dienstag] vor sant Valentinstag [12. Februar] in dem jar, als obstat.“

### Seegfrörne von 1470 (teilweise)
Die Konstanzer Chronik erwähnt, dass der Untersee zufror und dass es vor, am und nach dem 24. Februar 1470 sehr stark schneite.

### Seegfrörne von 1517 (teilweise)
Der Überlinger Chronist Reutlinger schildert, dass der Sohn des Amtsmannes von Dingelsdorf, der den Überlinger See von Dingeldorf nach Überlingen und zurück überquerte, am Dingelsdorfer Ufer unter das Eis geriet und ertrank.

### Seegfrörne von 1560 (komplett)
Der See wurde von Romanshorn nach Buchhorn (heute Friedrichshafen) und Lindau überquert. Am 11. Februar 1560 nahmen Rebleute von der Haltnau bei Meersburg den Weg über das Eis nach Konstanz-Staad.

### Seegfrörnen von 1564, 1565
Diese Seegfrörnen werden bei Dobras ohne weitere Schilderungen erwähnt.

### Seegfrörne von 1573 (komplett)
„1572/1573 hatte man besonders wieder einen der härtesten Winter, in dem der See mit Anfang des folgenden Jahres solchermaßen überfror, daß den 3. Jener [1573] viele Leute von Bregenz auf dem Eis nach Lindau auf den Markt gingen, obschon der See abwärts noch nicht überfror. Dieses erfolgte erst bei zunehmender Kälte den 1. Hornung, so daß man von Romishorn [Romanshorn] gen Buchhorn wie auch von Konstanz aus den nächsten Weg über das Eis ging. Die Bregenzer tanzten an der alten Fastnacht darauf, brannten Funken auf demselben und sprangen in Reihen rum. Mann und Weib ging von Bregenz in weissen Kleidern vermummt in Kloster Mehrerau hin, verirrten sich aber bei der Rückkehr bei einem eingefallenen Nebel so sehr, daß sie beinah bis an die Pallisaden auf dem Eis vor Lindau kamen. Sie hatten Trommel, Pfeifen und zwei Fahnen bei sich. Da sie den Irrtum wahrnahmen, kehrten sie wieder zurück. Zu dieser Zeit ritt einer von Bregenz bis nach Überlingen. Den 23. Hornung fingen die Schiffleute und Fischer von Fussach an, das Eis durch den See nach Lindau wieder aufzuhauen, mit welcher Arbeit sie 3½ Tag zubrachten, bis sie damit gen Lindau an dasiges Inselhorn gelangten. Sie fuhren darauf bei einem Ostwind mit aufgespanntem Segel in selbiger Straße wieder heim. Ihre gehabte Mühe war aber vergeblich. Denn es gefror gleich in der folgenden Nacht der aufgehauene See wieder zu und zwar so stark, daß man gleich den folgenden Tag wieder darüber gehen konnte. Viele Leute wurden bei der damaligen strengen Winterkälte von den Wölfen zerrissen oder sonst tot gefunden. Man ernährt sich bei der hernach eingerissenen Teuerung mit dem Gras auf dem Feld, von denen man merere tod fand, die dessen noch im Mund hatten.“

Das Kirchenbuch von Stein am Rhein dokumentiert, dass sich durch die Kälte von November 1572 bis März 1573 auf dem See eine Eisdecke bildete, die bis zum 24. März 1573 wieder auftaute. Der Lindauer Stadtschreiber berichtete in der Bertlinschen Chronik, dass im Januar 1573 viele Leute über Eis von Bregenz nach Lindau und zurück gingen. Anfang Februar überfror der See ganz, und es wurde von Passagen zwischen Romanshorn und Buchhorn, von Konstanz nach Lindau sowie von einem Ritt über das Eis von Bregenz nach Überlingen berichtet. Bei dieser Seegfrörne wurden die Entfernungen zwischen Rorschach und Langenargen, von Lindau nach Bregenz bzw. Fussach, von Buchhorn (Friedrichshafen) nach Romanshorn (mit Seil oder durch Schritte) ermittelt.
Durch Wind am Dreikönigstag brach das Eis, mindestens drei Personen ertranken.

### Seegfrörne 1624
Während der Seegfrörne von 1624 konnte der zugefrorene See von Konstanz nach Uhldingen, Meersburg und Münsterlingen überquert werden.

### Seegfrörne von 1695 (komplett)
In der Schnellschen Chronik des Lindauer Stadtarchivs wird berichtet, dass man 1695 von Lindau aus nach Bregenz, Hard, Fussach, Arbon, Rorschach auf dem Eis gehen, reiten und Waren transportieren konnte. Die St. Galler Chronik des Johannes Fehr berichtet, dass Ende Januar 1695 zwischen Rorschach und Langenargen der gefrorene See überschritten werden konnte. Ab 26. März 1695 war der See zwischen Rorschach und Lindau wieder mit dem Schiff befahrbar.

„1695 am 5. Februar überfror der See ganz. Der Schulmeister von Altnau machte mit seinen Schülern einen Spaziergang über das Eis nach Langenargen, wo sie alle vom Grafen von Oetingen gespeist wurden. Zu Arbon hielt man am 15. Febr. ein Freischießen auf dem See, und Bürger maßen ihn bis Langenargen. Noch im März wurde er befahren. Am 14. März erhub sich ein seit undenklichen Zeiten nicht weit von der Arboner Stadtmauer gelegener großer Stein, die Sau genannt, von selbst, und wurde sammt dem ihn umgebenden Eise 25 Schritt weit auf das Land geschleudert. Er war 5 Schuh hoch, 6 breit, 8 lang und mochte 150 Centner wiegen. Man kennt derlei Phänomene jetzt als Wirkungen des Grundeises.“

Nach dem 5.–7. Februar 1695 konnte man von Konstanz-Staad nach Meersburg, von Hagnau nach Münsterlingen gehen. Von Lindau nach Rorschach wurden Gütertransporte auf dem Schlitten durchgeführt.

### Seegfrörne 1708/1709 (teilweise)
Der Bodensee war 1708/1709 „größtenteils“ zugefroren. Die Voraussetzungen reichen soweit bekannt nicht zu einer Seegfrörne.

### Seegfrörne 1785 (beinahe)
„1785 am 25. Mai fuhren einige Rathsglieder von Arbon früh Morgens in Stadtgeschäften
ab nach Mörsburg. Die Luft war kühl und der See hell. Sie schifften bei Romishorn,
als mit Sonnenaufgang der See vor ihren Augen auf einmal mit einer Eiskruste bedeckt
wurde und sie nöthigte, bei Romishorn zu landen, wo sie ein Vorschiff mit
6 Männern nahmen, die vor ihnen her das Eis brachen. Endlich, als sie sich Meersburg
näherten, schmolz dieses vor den kräftigeren Strahlen der Morgensonne.“

### Seegfrörne 1788
„… trat eine solche Kälte ein, daß man die hölzernen Gänge der Stadtmauer von der Schiesstätte [Döbeleplatz] bis zum See abbrach und deren Holz den Armen zur Feuerung überließ. Der Karren Holz galt 11 fl. statt 4 fl. Der Schnee lag 7 Fuß hoch, und man ging über den gefrorenen See nach Kreuzlingen. Die Schiffe lagen fest im Eis, Wild und Vögel erlagen in Menge der Kälte.“

### Seegfrörne von 1796 (komplett)
In Chroniken wird die Überquerung des Sees von Konstanz nach Meersburg und von Wasserburg nach Rorschach erwähnt.

### Seegfrörne von 1814
Der Ortsvogt von Wangen Stephan Dietrich berichtet, dass im Februar 1814 die Anwohner des Untersees einen Kanal in das Eis von Ermatingen bis Stein am Rhein hacken mussten, damit die verbündete deutsche Armee per Schiff von Lindau aus versorgt werden konnte.

### Seegfrörne von 1830 (komplett)

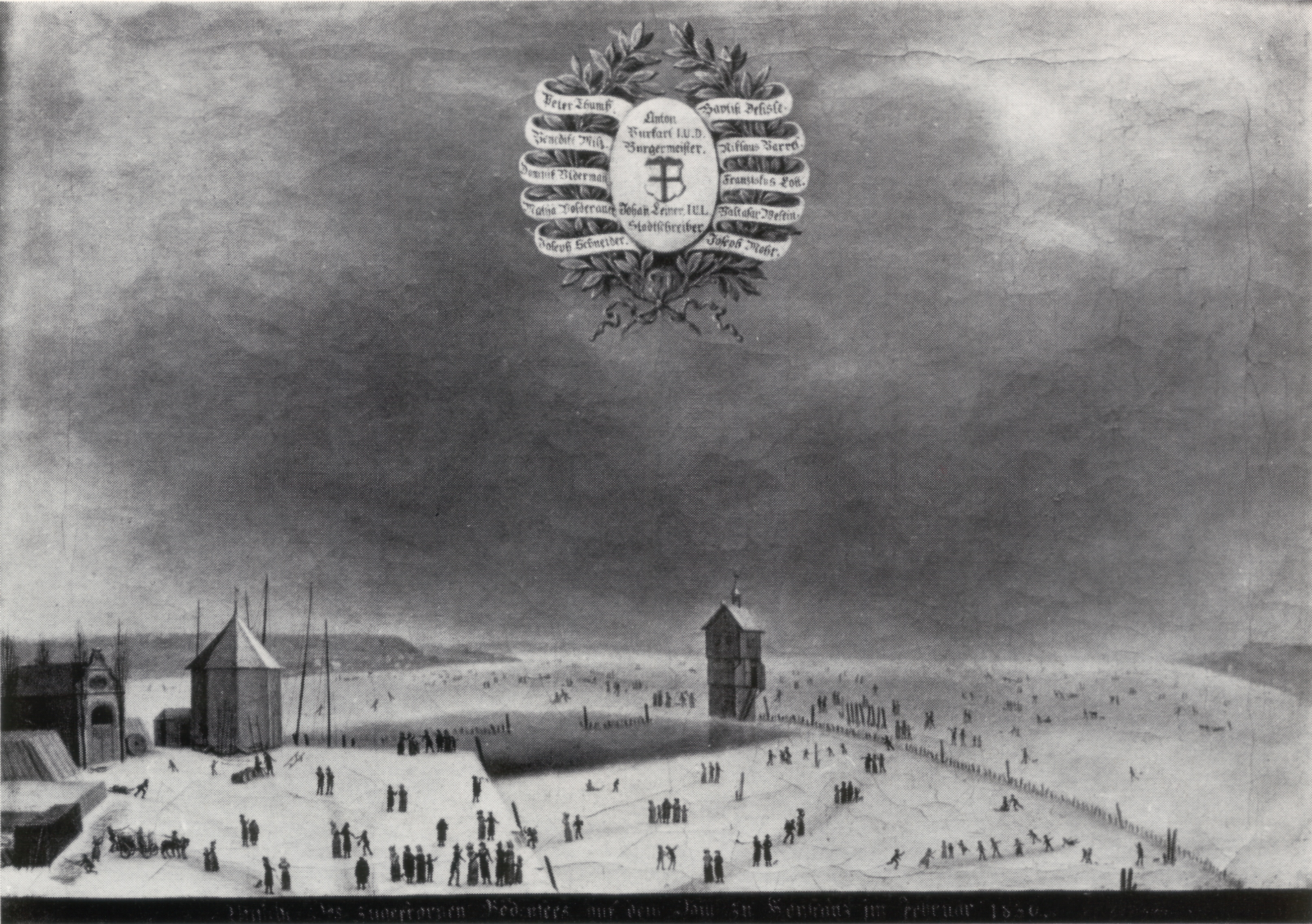
Der Konstanzer Hafen bei der Seegfrörne 1830

Ab 29. November 1829 herrschte Kälte, und der See fror am 30. Januar 1830 zu. Nach dem Tagebuch des Lindauer Optikers Martin Koch wurden ab 3. Februar 1830 Waren auf dem Eis von Fussach nach Lindau transportiert. In einem „Zeugniß“ wird Franz Ainser bestätigt, dass er am 3. Februar 1830 von Hagnau nach Konstanz über den zugefrorenen See gelaufen ist. Zwei Hagnauer erkundeten am 3. Februar 1830 den Weg über das Eis nach Altnau zur Vorbereitung der Eisprozession. In einer Vitrine stellt das Hagnauer Museum handschriftliche Urkunden und Zeugnisse über Überquerungen aus. Dort ist auch noch die Bekanntmachung des Großherzoglichen Amts Meersburg vom 5. Februar 1830 zur möglichen Verhütung von Unglücksfällen auf dem zugefrorenen Bodensee ausgestellt. Am 6. Februar 1830 kamen Fußgänger vom Untersee über Konstanz in Lindau an. Am 6. Februar 1830 gab es Wege von Bregenz nach Lindau, Rorschach, Arbon, Konstanz, die von Tausenden begangen wurden. Auch Pferde und Schlitten waren zu sehen. Als der See von Hagnau nach dem Schweizer Ufer mit Schlitten befahrbar war, wurde Korn aus dem Badischen nach der Schweiz transportiert. Am 7. Februar ging Koch über das Eis von Lindau nach Rheineck und zurück. Ab 15. Februar 1830 wurde ein Kanal von Lindau nach Fussach für Schiffe ins Eis gesägt. Am 8. und 9. und am 22. Februar herrschte starker Südwestwind, am 2. März brach das Eis, und die Schollen trieben 18 Stunden lang unter der Konstanzer Rheinbrücke hindurch rheinabwärts. Durch zuströmendes Wasser wurde Anfang März die Eisdecke mit Wasser bedeckt.
Der Maler Nikolaus Hug (1771–1852) aus Konstanz dokumentierte 1830 den Konstanzer Hafen bei der Seegfrörne 1830 in einem kolorierten Kupferstich (8,1 × 14,1 cm).

### Seegfrörne von 1880 (komplett)

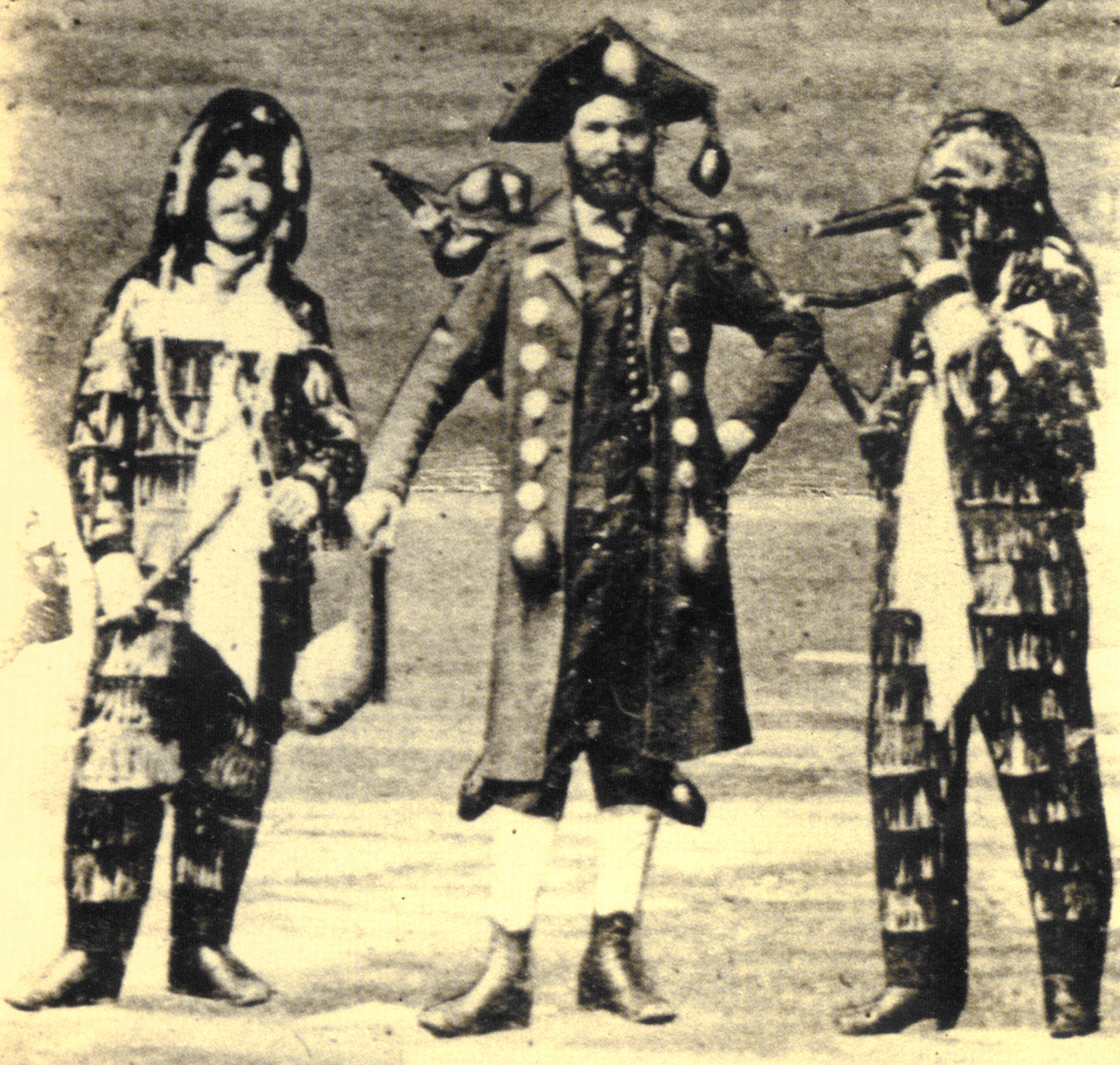
Überlinger Hänsele und Schwertletänzer bei der Seegfrörne 1880.

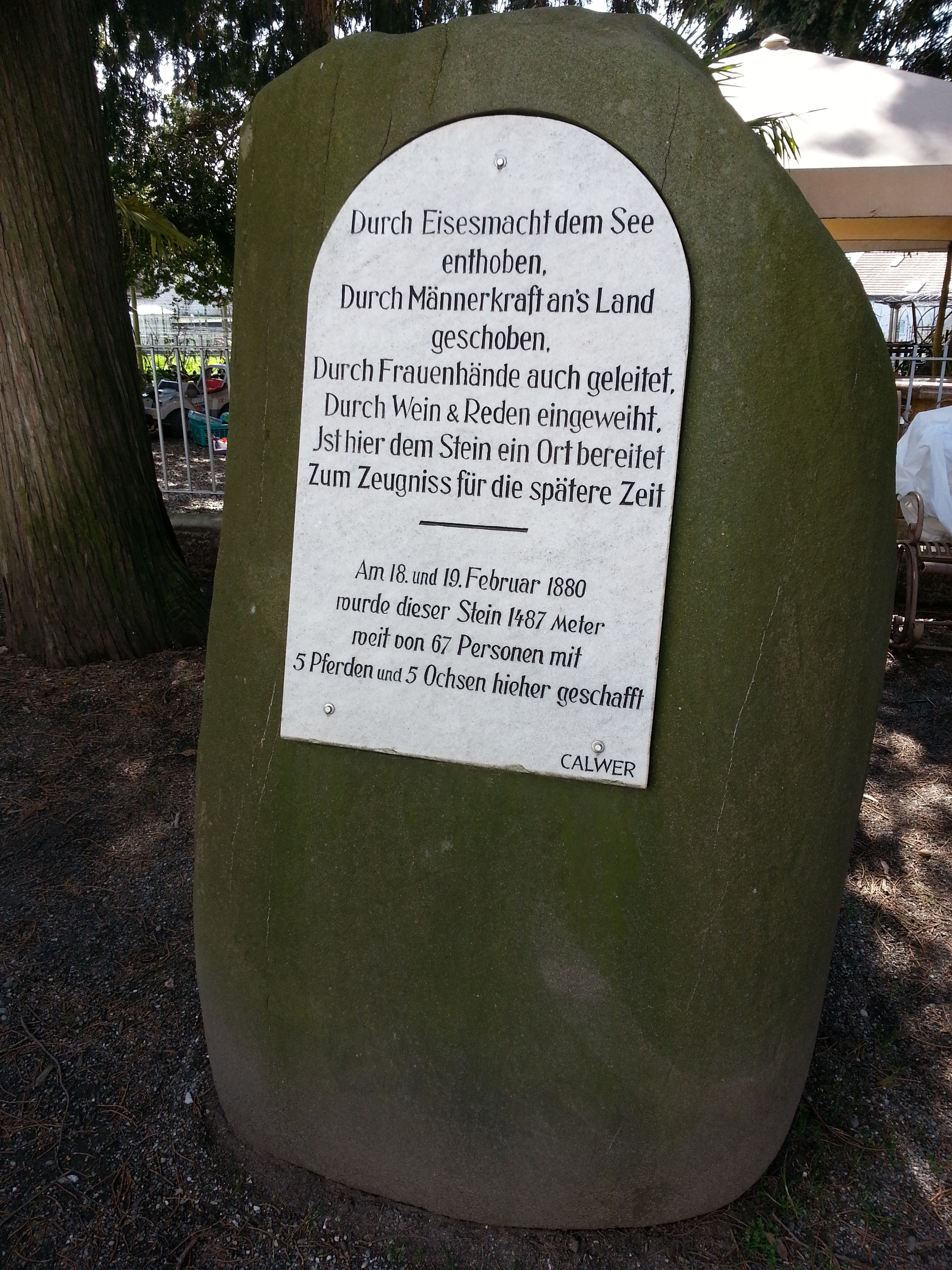
Gedenkstein auf dem Kapellenplatz in Nonnenhorn an die Seegfrörne von 1880

Die Monate August, September und Oktober 1879 brachten hohe Temperaturen mit sich. Ab 3. November wurde es kalt, Mitte Dezember betrug die Temperatur −16 °Celsius. Während der 33-tägigen Kälteperiode am Bodensee im November/Dezember 1879 gab es in den Alpen auf 1.600–2.000 Metern milde Temperaturen. Durch die extreme Wärmeabgabe des Sees entstand aufsteigender Dunst („Seerauchen“). Am 29. Dezember gab es vorübergehend Tauwetter mit dichtem Nebel. Ab 4. Januar 1880 brach wieder die Kälte ein. Am 1. Februar 1880 war noch eine Fahrt mit dem Dampfboot „Mainau“ von Hagnau nach Meersburg möglich, Eisschemel polterten während der Fahrt gegen die Wände des Schiffes, dichter Nebel herrschte. Am 3. Februar 1880 wurden die Dampfschifffahrten von und nach Meersburg eingestellt. Am 6. Februar stellte die Dampfschiffahrtinspektion Friedrichshafen die Schifffahrt mit Personendampfbooten ein. Am 7. Februar wurde die Trajektfahrt von Friedrichshafen nach Romanshorn beendet. Am 6. Februar brachen am Ufer bei Meersburg noch zwei Männer ein. Am 8. Februar 1880 war der Bodensee ganz zugefroren. Die Strecke Lindau–Bregenz sowie Lindau–Fussach wurde von Menschenmengen begangen. Die Eisdicke bei Friedrichshafen betrug am 8. Februar 8–10 cm und am 15. Februar 14 cm. Eispassagen gab es von Überlingen nach Dingelsdorf, von Unteruhldingen bzw. Meersburg nach der Insel Mainau und nach Konstanz.
L. Ehinger und Otto Pfeifer aus Meersburg überquerten am 8. Februar 1880 nachmittags den See bei 5 bis 7 cm Eisdicke von Meersburg aus Richtung Staad bzw. Schweiz. Die Eisoberfläche war stellenweise spiegelglatt, meist aber mit Eisbröckelchen bestreut. Sonne und Mond waren durch den dichten Nebel sichtbar und dienten als Orientierung. Parallel zum Schweizer Ufer war ein Riss im Eis von 1,5 Meter Breite, der an einer Stelle durch eine Eisbrücke überwindbar war. Sie erreichten Kurz-Rickenbach (zwischen Kreuzlingen und Bottighofen). Am 9. Februar starteten sie den Rückweg von Klein Venedig (Grenze zwischen Kreuzlingen und Konstanz) am Ufer entlang nach Konstanz-Staad. Von Staad gingen sie bei Föhnwind über das krachende Eis mit zersprungenen Eisplatten, übersprangen einen zwei Fuß großen Riss und erreichten beim Ramsbach (Gehauweg) wieder Meersburg.
Die Überquerung des Obersees in voller Breite kam nur am 7. Februar von Hagnau nach Altnau und am 8. Februar zurück zu Stande. Am 9. Februar war dies wegen offener Wasserflächen nicht mehr möglich, denn am 9. Februar gegen 9 Uhr kam schwacher Föhn auf, es bildeten sich lange Wasserstreifen, das Eis zerbarst mit Knall, Eisinseln bildeten sich. Zwei Meersburger Bürger, Theodor Mors und August Pfeifer, retteten mit einer Gondel acht Personen aus Kreuzlingen von einer treibenden Eisscholle. Insgesamt ertranken wegen der trügerischen Eisdecke etwa 10 Personen. Schlittschuhläufer fuhren parallel zum Ufer von Friedrichshafen nach Meersburg und Überlingen, von Ludwigshafen nach Konstanz, von Konstanz nach Romanshorn.
Die Mitglieder des Frankfurter Schlittschuhklubs fuhren am 8. Februar 1880 auf ihren Schlittschuhen von Bregenz nach Lindau und überquerten dabei eine Wune (Spalte mit offenem Wasser). Im Nebel liefen sie dann von Lindau nach Fussach und abends von Fussach wieder nach Lindau. Am 9. Februar 1880, um 10 Uhr bei Sonne liefen sie wieder nach Fussach. Vor der Rheinmündung war eine breite offene Stelle. Sie überquerten den Rhein mit einem Fischerboot und fuhren mit ihren Schlittschuhen nach Rorschach, wo sich die Eisdecke über Nacht erst gefestigt hatte. Von dort fuhren sie zurück in den eigenen Spuren, dann über den See nach Lindau. Von Lindau fuhren sie nach Wasserburg und am Abend zurück nach Lindau. Am 10. Februar, als das Tauwetter einsetzte, liefen sie von Lindau nach Wasserburg, bei Langenargen über die offene Argen auf einem langen Brett, dann nach Friedrichshafen, wo wegen des Trajektverkehrs das Eis noch nicht tragfähig war. Von Friedrichshafen aus war beim Königsschloss eine Eisspalte zu überwinden. Dann fuhren sie an Immenstaad und Hagnau vorbei nach Meersburg, wo das Eis von der Bevölkerung schon nicht mehr betreten wurde, von Meersburg Richtung Überlingen, hinüber auf schwachem Eis (durch die Strömung aus dem Obersee) zur Insel Mainau und abends nach Konstanz. Am 11. Februar machten sie von Konstanz aus am Schweizer Ufer entlang eine Abschiedsfahrt. Am 12. Februar war der See in der Mitte noch gefroren, in Nähe des Ufers gab es bereits offene Stellen.
Die Schifffahrt wurde schrittweise wieder aufgenommen: am 20. März für den Obersee außer Bregenz, Wasserburg und Kressbronn, am 21. März für den Obersee außer Bregenz. Erst am 1. März war der Hafen von Bregenz wieder anlaufbar.

### Seegfrörne von 1929 (teilweise)

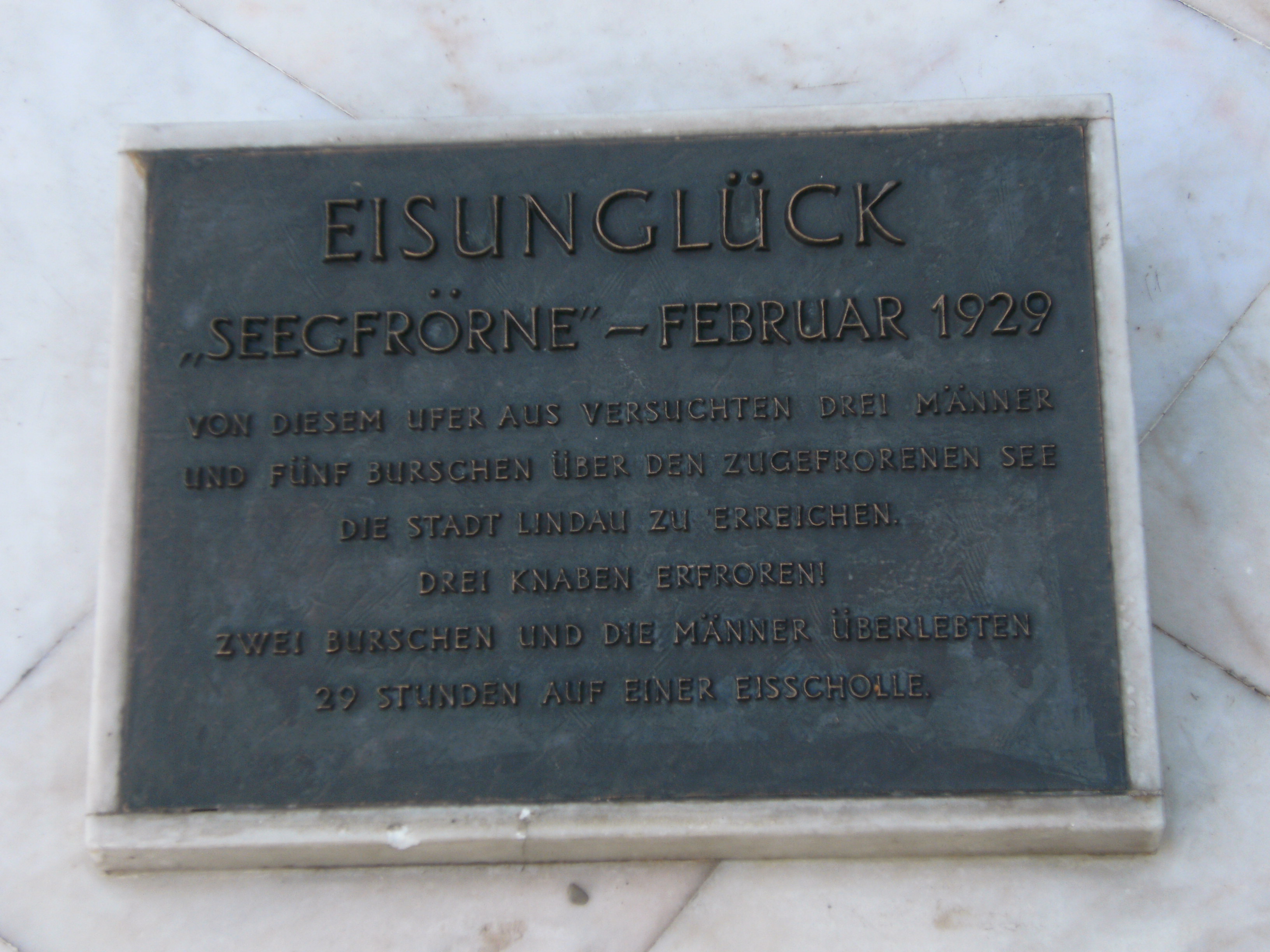
Eisunglück bei der Seegfrörne von 1929

Durch Minusgrade im Januar und Februar 1929 froren Teile des Bodensees zu. Allerdings konnte am 13. Februar 1929 eine Gruppe von acht Schlittschuhläufern aus Hard den Seehafen bei Lindau nicht erreichen. Von der Gruppe wurden fünf Personen in Reutenen bei Wasserburg gerettet, drei Kinder waren erfroren. Bilder von Personen auf dem zugefrorenen See im Jahr 1929 gibt es von der Reichenau und von Bregenz.

### Seegfrörne von 1963 (komplett)

Temperaturverlauf in Kempten im Jahr 1963

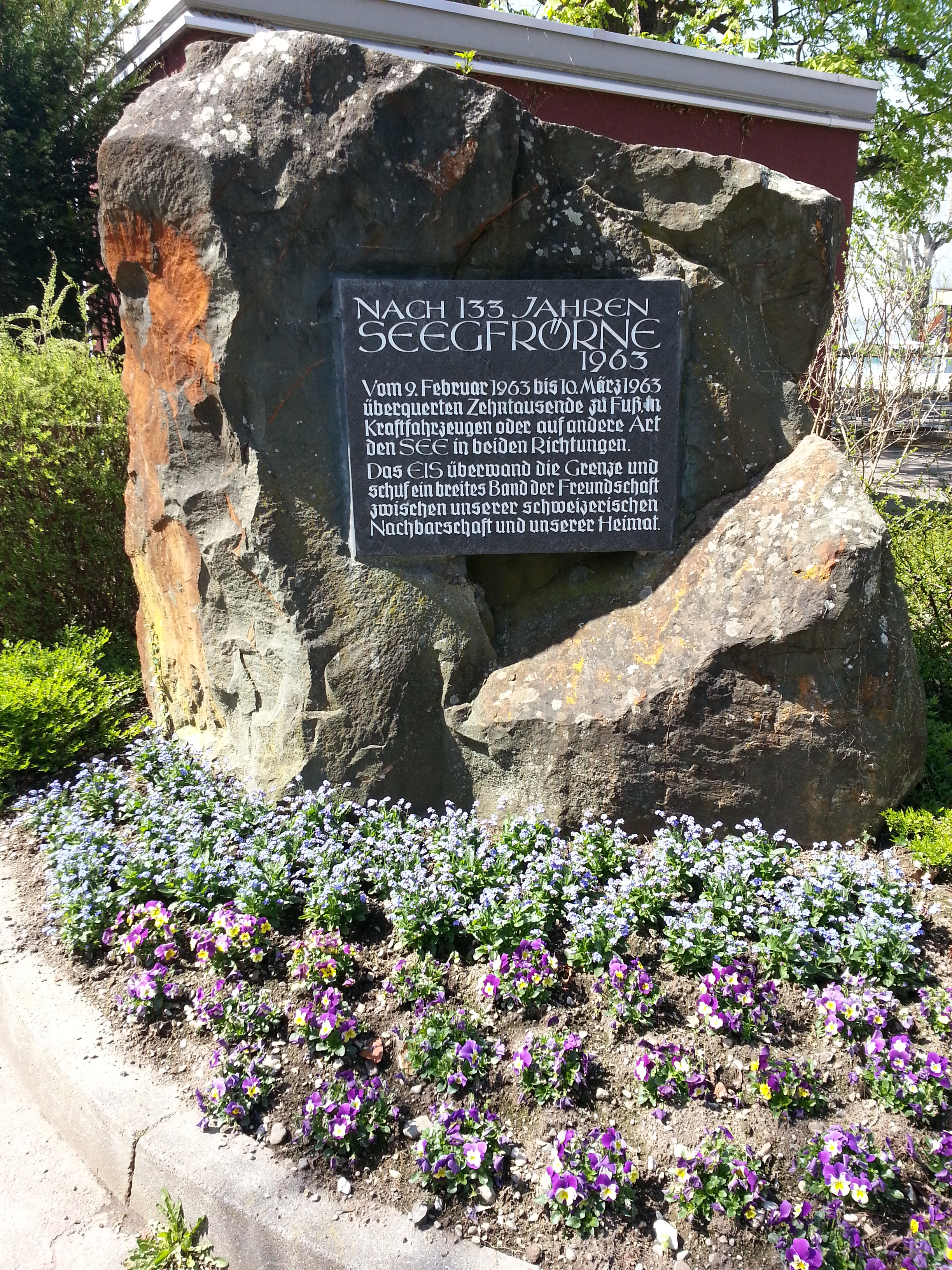
Gedenkstein am Strandbad in Nonnenhorn zur Erinnerung an die Seegfrörne 1963

Siehe auch: Winter 1962/63 in Europa
Im November 1962 fielen die Temperaturen bis auf -7,5 °Celsius, im Dezember bis auf -13 °Celsius. Am 15. Januar 1963 wurden am Untersee Wege über das Eis freigegeben, am 17. Januar 1963 der Weg von Hemmenhofen nach Steckborn. Am 1. Februar 1963 wurde die Schifffahrt auf dem Überlinger See, am 5. Februar 1963 der Schiffsverkehr auf dem Obersee und am 6. Februar 1963 die Fährverbindung Meersburg–Konstanz-Staad eingestellt, obwohl die Fähre Konstanz ohne Unterbrechung zwischen Konstanz-Staad und Meersburg pendelte, um die Fahrrinne so lange wie möglich frei zu halten.  Pendler von Meersburg nach Konstanz mussten mit dem Bus nach Überlingen und von dort mit der Bahn um den Überlinger See herum nach Konstanz fahren oder konnten per Schlittschuh über das Eis nach Konstanz gelangen. Direkt nach Schließung der Fährverbindung von Konstanz-Staad nach Meersburg war das aufgebrochene Eis auf der Fähreroute noch nicht tragfähig. Stattdessen war der Umweg über Eis von Staad Richtung Mainau und neben der Fahrrinne der Fähre hinüber zum westlichen Ortsanfang von Meersburg eine Alternative. Die „Hänsele“ der Überlinger Narrenzunft trieben ihre Fasnetsbräuche auf dem Überlinger See vor der Kulisse der Seepromenade. Diese Szenerie hielt ein Foto von Siegfried Lauterwasser fest. Nach dem Überlinger See fror der Obersee zu. In dessen Mitte blieb ein kleiner Teil eisfrei. Am 6. Februar 1963 gelang zwei Gruppen von Hagnauer Bürgern unabhängig voneinander, auf dem zugefrorenen See das Schweizer Seeufer zu erreichen. Der See war später von Lindau nach Bregenz begehbar, regelmäßig gab es ein dumpfes Grollen, das Eis krachte, und dicke Risse entstanden. Vom 7. Februar bis 10. März 1963 konnte man den See zu Fuß, mit dem Fahrrad und dem Auto überqueren. Meichle dokumentierte mehr als zwanzig Überquerungsmöglichkeiten des zugefrorenen Bodensees. Die meisten verliefen zwischen der Schweiz und Deutschland.
Werner und Willy Häusler führten für die Zeit von Anfang 1963 bis 7. April 1963 Das Tagebuch vom großen Eis über die Seegfrörne des Bodensees 1963. Bestimmte Teile des Untersees wurden am 14. Januar 1963 bei -22 °Celsius und einer Stärke der Eisdecke von 12 bis 14 cm für das Betreten freigegeben. Am 15. Januar 1963 wurden am Untersee die Passagen von der Reichenau nach Allensbach und vom deutschen Hemmenhofen nach dem schweizerischen Steckborn freigegeben. Am 18. Januar wurde der Untersee bei einer Eisdecke von bis zu 20 cm für das Betreten und den Eislauf freigegeben. Dadurch wurde der Grenzverkehr auf dem Eis zwischen Schweiz und Deutschland am Untersee ermöglicht. Am 1. Februar 1963 wurde der Schiffsverkehr auf dem Überlinger See eingestellt. Zwischen Bodman und Ludwigshafen wurde bei einer Eisdicke von 12 bis 14 cm eine Passage für Fußgänger freigegeben. Am 5. Februar wurden eine Passage zwischen Dingelsdorf und Überlingen sowie eine weitere am Überlinger See genehmigt. Nach der Überquerung des Obersees durch die Hagnauer am 6. Februar hielten die Überquerungen zum freundschaftlichen Austausch durch Schüler, Amtspersonen, Vereine, Narrengesellschaften mit den Nachbarn auf der gegenüberliegenden Seite des Sees bis zum 7. März an. Die meisten Überquerungen mit Zehntausenden Passanten aus der Schweiz, Österreich und Deutschland fanden am Wochenende des 2./3. März 1963 statt. Segelflugzeuge landeten an einem Februarsonntag vor Überlingen auf dem Eis. Sportflugzeuge starteten und landeten auf dem Eis, unter anderem am Ufergelände östlich von Friedrichshafen und bei Lindau. Der Schiffsverkehr zwischen Konstanz und Meersburg wurde am 5. Februar 1963, der Fährverkehr zwischen Konstanz-Staad und Meersburg am 7. Februar und der Fährverkehr zwischen Friedrichshafen und Romanshorn am 9. Februar eingestellt.
Ab dem 8. März wurde die Eisdicke schwächer. Der Fährverkehr zwischen Konstanz-Staad und Meersburg wurde am 15. März, der Schiffsverkehr zwischen Konstanz und Meersburg am 17. März, der Fährverkehr zwischen Friedrichshafen und Romanshorn am 7. April 1963 wiederaufgenommen.
Ein Schlittschuhläufer aus Konstanz umrundete den Obersee im Uhrzeigersinn an zwei Tagen. Er startete in Konstanz-Staad am Nachmittag auf welligem Eis nach Meersburg, von dort nach Hagnau. Ab Immenstaad bis Friedrichshafen lief er in der Nähe des Ufers, weil der See noch offen war. Bei Fischbach waren Eisbarrieren aufgetürmt, bis Eriskirch war der See weiter hinaus zugefroren, aber noch offen. Ab Langenargen über Nonnenhorn war der See ganz zugefroren und gut mit Schlittschuhen zu befahren. Bei Lindau behinderte Schnee auf dem Eis das Schlittschuhfahren. In Lindau übernachtete er. Am nächsten Tag startete er von Lindau Richtung Rorschach bei leichtem Morgennebel und orientierte sich südwärts an der Sonne. Durch die starke Temperaturdifferenz zwischen Nacht und Tag hatten sich kleine Risse im Eis gebildet, die das Schlittschuhfahren erschwerten. Beim Altrhein bei Rheineck war das Eis brüchig und aufsteigendes Sumpfgas hielt die Eisdecke offen. Fischer zeigten ihm den Weg um die Altrheinmündung. Von Rorschach bis Romanshorn behinderte Schnee auf dem Eis das Schlittschuhfahren. Bei Romanshorn ging er an Land und umging den Hafen wegen der durch den Fährverkehr noch brüchigen Eisdecke. Bis Uttwil erschwerte zusammengefrorenes Treibeis das Schlittschuhfahren. Über Altnau kehrte er nach Konstanz zurück.
Es gab auch zahlreiche Unfälle: manche Autofahrer, die trotz Verbots versuchten, den See zu überqueren, brachen ein. Auch fünf Todesfälle waren zu beklagen. Am 10. Februar brach ein 69-jähriger Mann mit seinem Fahrrad auf der Rückfahrt von Altenrhein nach Wasserburg auf dünnem Eis ein und wurde am folgenden Tag tot aufgefunden. Ein Gastwirt aus dem schweizerischen Bad Horn versuchte, per Moped den See zu überqueren. Er blieb verschollen. Am 22. Februar löste sich bei Friedrichshafen eine mehrere hundert Meter lange Eisscholle, auf der sich ein 13-jähriger und ein 15-jähriger Schüler befanden. Sie wurden am nächsten Morgen vor dem Ufer von Güttingen auf dem Eis einer treibenden Eisscholle fest gefroren tot geborgen.
Das Ende der Seegfrörne von 1963 kam durch einen warmen Föhnsturm. Dadurch wurde das Eis zusammengeschoben. Es bildeten sich meterhohe Eisberge. Die Eisschollen verschwanden kurz danach. Es dauerte mehrere Wochen, bis alles Eis geschmolzen war.

## Eisprozession Münsterlingen – Hagnau

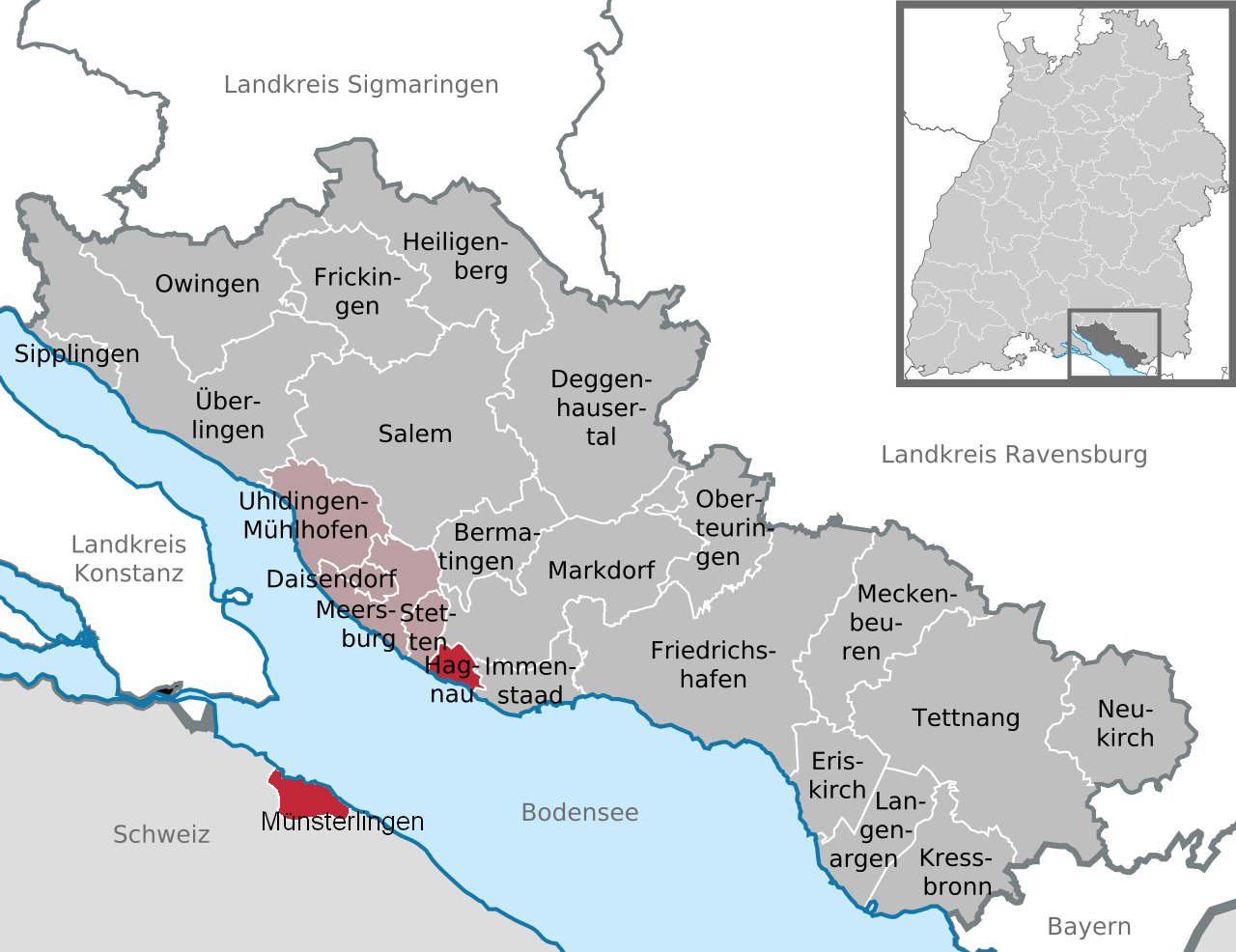
Bodensee mit Hagnau in Deutschland und gegenüberliegendem Münsterlingen in der Schweiz

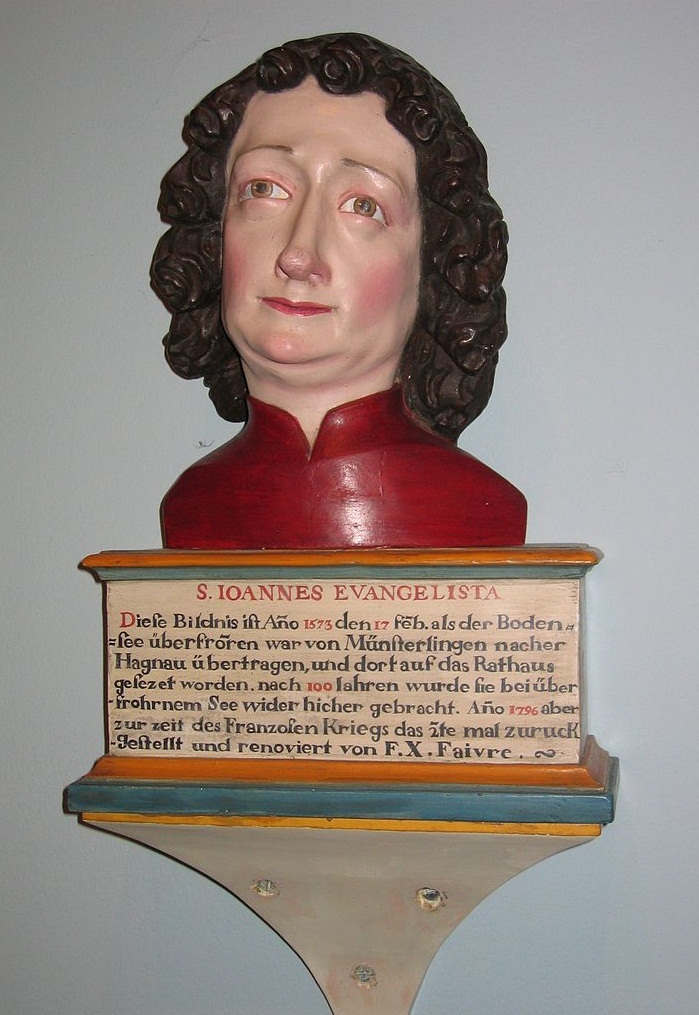
Büste des Heiligen Johannes (Apostel)

Seit 1573 wird bei jeder Seegfrörne, soweit von den politischen Gegebenheiten und der Tragfähigkeit des Eises für eine größere Menschenmenge möglich, die Büste des Heiligen Johannes (Apostel) in einer feierlichen Eisprozession wechselseitig vom schweizerischen Kloster Münsterlingen ins deutsche Hagnau am Bodensee über das Eis getragen und bei der nächsten Seegfrörne wieder zurück. Johannes gilt in katholischen Gemeinden als Weinheiliger und hat seinen Festtag am 27. Dezember. Die hölzerne Büste wurde von Albert Knoepfli, Frauenfeld, auf den Beginn des 16. Jahrhunderts datiert.
Auf dem Postament des Brustbildes von Johannes dem Evangelisten ist die Geschichte der Eisprozession von 1573 bis 1830 dokumentiert. Die Seegfrörne und Eisprozession von 1830 wurde von Heinrich Hansjakob in seinem Buch Schneeballen vom Bodensee beschrieben. Die Eisprozession ist als Detail im Denkmal „Schneeballensäule“ in der Ortsmitte von Hagnau dargestellt. Bilder von der Eisprozession von 1963, bei der die Büste von Hagnau nach Münsterlingen getragen wurde, sind im Buch Seegfrörne von Werner Dobras und im Buch Über eisige Grenzen von Diethard Hubatsch enthalten.
Im Hagnauer Museum in Hagnau am Bodensee sind die Entstehungsgeschichte der Eisprozession und die Überquerungen des Sees zwischen Münsterlingen und Hagnau dokumentiert. Meichle wies 1963 darauf hin, dass er weder im Hagnauer Gemeindearchiv noch im General-Landesarchiv Karlsruhe Urkunden zu den Seegfrörnen vor 1830 gefunden hat.

„Ursprung und Hintergrund dieses lange überlieferten Brauches bleiben allerdings im Dunkel. Es hat sich bisher keine Erklärung im erhaltenen Schriftgut aus dem 16. bis 18. Jahrhundert finden lassen, warum man – in gegenseitiger Abstimmung auf beiden Uferseiten – sich dazu entschloss, eine Büste des heiligen Johannes über die Eisdecke zu tragen, hin und zurück. Es bleibt auch offen, wann tatsächlich die erste dieser Prozessionen stattfand.“

### Münsterlingen – Hagnau 1573
Dies ist die erste Überführung der Büste über den gefrorenen Bodensee, die dokumentiert wurde, und zwar auf dem Sockel der Johannesbüste. Bei zugefrorenem See wurde die Büste am 17. Februar 1573 von Münsterlingen nach Hagnau gebracht und dort im Rathaus aufgestellt. Zu dieser Zeit war im Thurgau in der Schweiz die Reformation eingeführt worden, so dass es sich nicht um eine große Prozession gehandelt haben kann.

### Hagnau – Münsterlingen 1695
Die Johannesbüste wurde nach Quellenforschung von Meichle im Jahr 1695 in einer Prozession von Hagnau nach Münsterlingen gebracht. „Nach 100 Jahren wurde sie [die Büste] bei überfrohrnem See wider hieher [nach Münsterlingen] gebracht.“

### Keine Eisprozessionen 1788 und 1796
Am Sockel der Johannesbüste ist dokumentiert, dass die Johannesbüste „An(n)o 1796 aber zur zeit des Franzosen Kriegs das 2te mal zurückgestellt und renoviert von F. X. Faivre.“ wurde. Meichle interpretiert diese Zeilen so, dass „zurückgestellt“ bedeutet, dass zweimal trotz Seegfrörne die Büste nicht in einer Prozession an das gegenüberliegende Ufer getragen, sondern in Münsterlingen zurückbehalten wurde: das erste Mal im Jahr 1788 wegen mangelnder Tragfähigkeit des Eises und das zweite Mal im Jahr 1796 wegen des „Franzosen-Kriegs“. R. S. Zimmermann bestätigt in seinem bei Meichle zitierten Bericht über die Seegfrörne von 1830, dass 136 Jahre vorher die letzte Eisprozession stattgefunden hatte.

### Münsterlingen – Hagnau 1830

#### Erkundung der Passierbarkeit
Unter „Tosen und Donnern“ wurde in der Nacht vom 1. und 2. Februar 1830 ein gewaltiger Eisblock mit einem Felsblock an Land geschleudert. Am 3. Februar 1830 überquerten die Hagnauer Blasius Wetzel und Karl Ehrlenspiel als Erste den See von Hagnau nach Altnau. Am 4. und 5. Februar kamen mehrere Schweizer Schulklassen aus thurgauischen Dörfern nach Hagnau. Der See wurde mit Pferden und Schlitten überquert. Sichere Passagen wurden mit Tannenreisern markiert.

#### Eisprozession
Am 6. Februar um 12:00 Uhr überquerten der Hagnauer Pfarrer, Vogt und Kaplan, 100 Schulkinder sowie die Eltern in Volkstracht in einer Prozession den See, besuchten die Altnauer und führten nachmittags von der Frauenabtei Münsterlingen die Johannesbüste nach Hagnau, wo sie um 6:00 Uhr abends unter Glockengeläut ankamen. Die Büste wurde im Hagnauer Rathaus aufgestellt. Ab 8. und 9. Februar 1830 setzte Tauwetter ein, und am 9. Februar überquerten die Letzten den See zwischen Hagnau und Münsterlingen.
Dies war das dritte Mal innerhalb von dreihundert Jahren, dass die Büste übergeben wurde, um in einer Eisprozession über den Bodensee getragen zu werden.

#### Erinnerung an die Eisprozession 1830

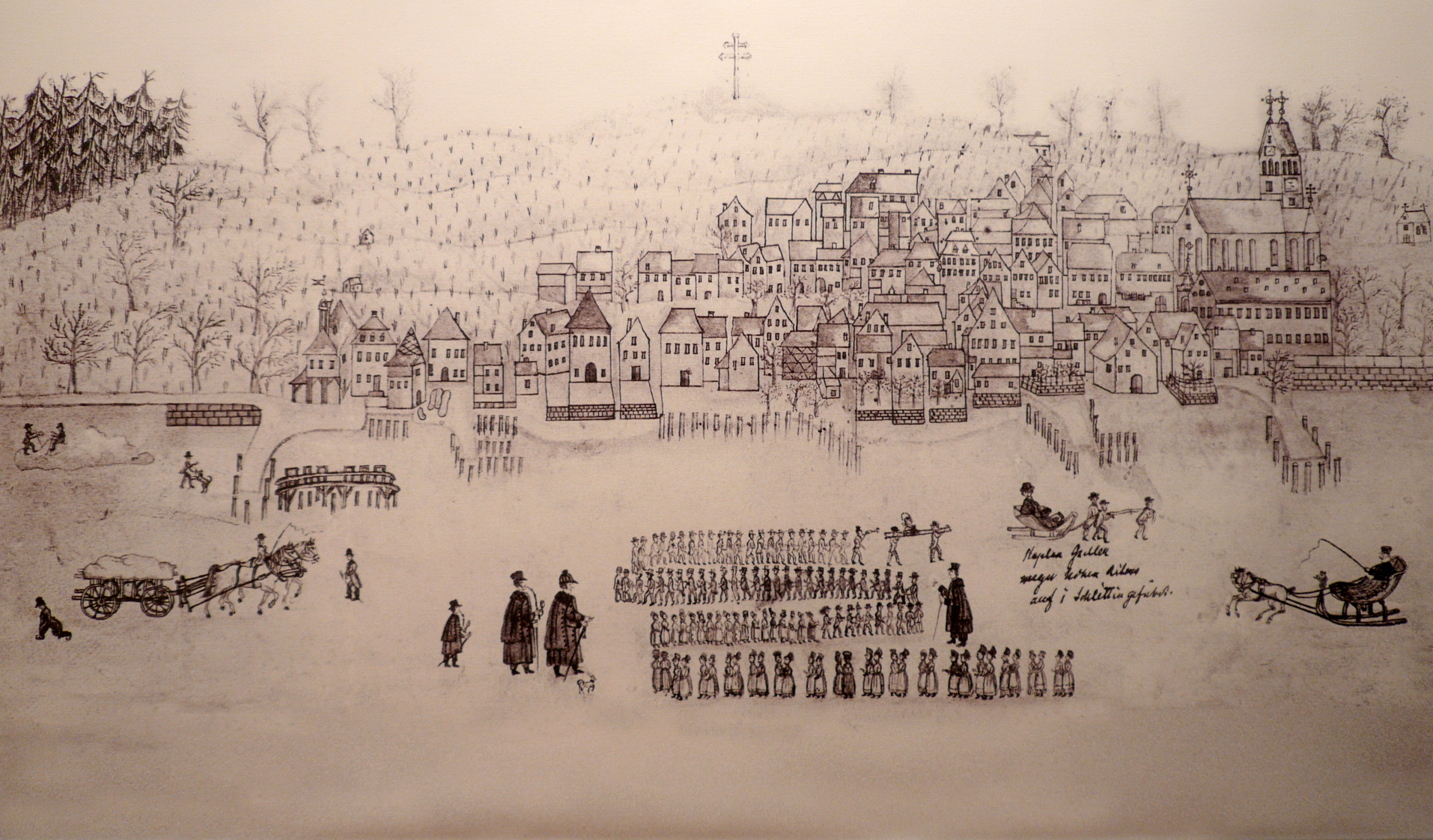
Zeitgenössische Darstellung der Eisprozession vor Hagnau bei der Seegfrörne 1830

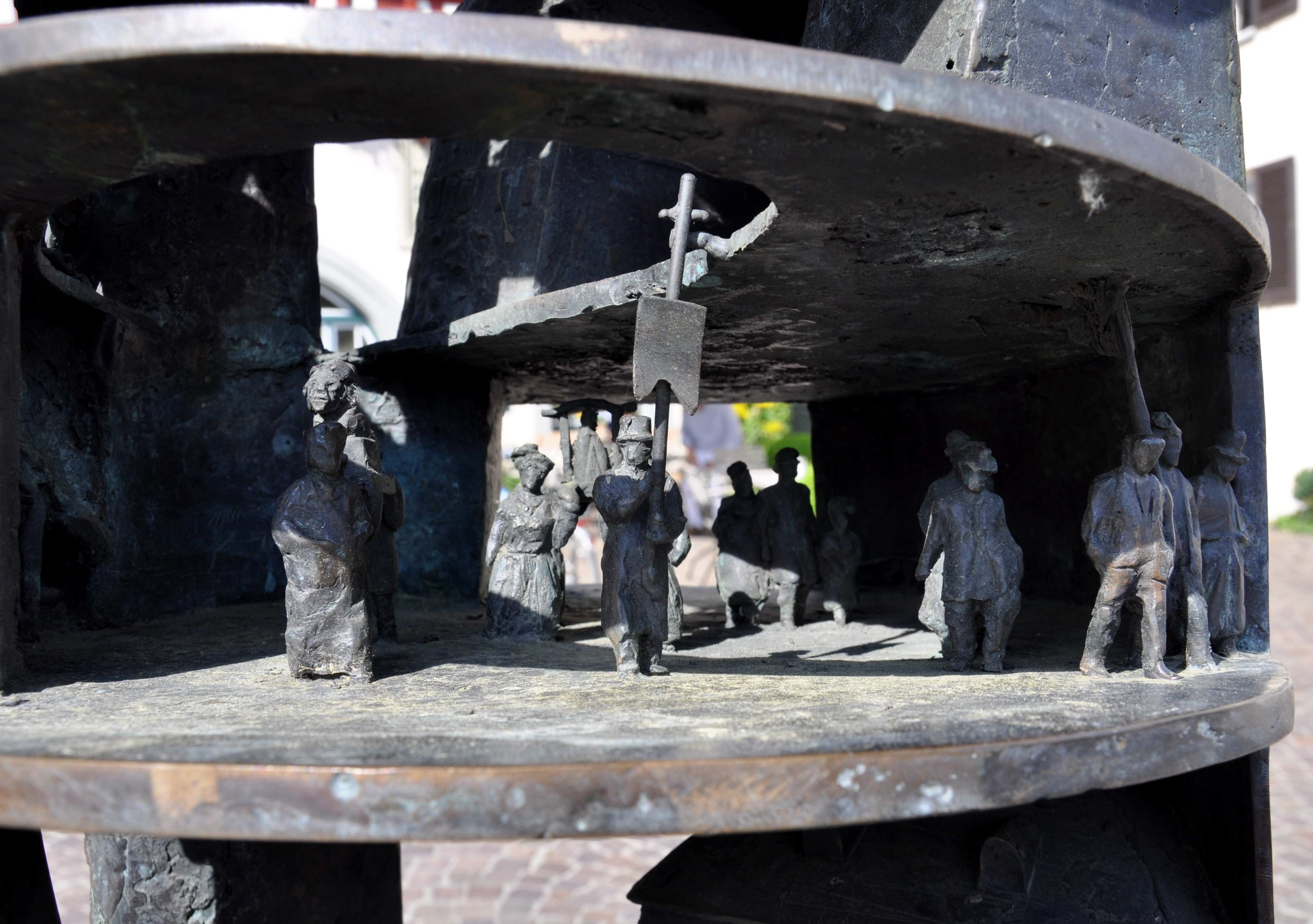
Darstellung der Eisprozession als Detail im Denkmal Schneeballensäule von Gerold Jäggle in der Ortsmitte von Hagnau

An die Eisprozession von 1830, wie er sie von den Hagnauern geschildert bekam, erinnert Hansjakob im Buch Schneeballen. Im Denkmal „Schneeballensäule“ von Gerold Jäggle in der Ortsmitte von Hagnau wird die Eisprozession plastisch dargestellt. Von der Eisprozession von 1830 existieren mehrere Zeichnungen im Archiv des Heimat- und Geschichtsvereins Hagnau am Bodensee e. V.

### Keine Eisprozession 1880
Anfang Februar 1880 gab es wieder eine Seegfrörne, aber keiner der Münsterlinger kam, um die Johannesbüste in Hagnau abzuholen. Der damalige Dorfpfarrer Heinrich Hansjakob ließ die Johannesbüste 1880 aus dem Hagnauer Rathaus holen und in der Kirche aufstellen.

#### Erkundung der Passierbarkeit
Am 7. Februar 1880 um 10:25 Uhr machte sich eine Gruppe von Hagnauern über den zugefrorenen See nach Altnau auf. Zur Absicherung zog der Anführer eine Hopfenstange an einem drei Meter langen Seil hinter sich her. Ihm folgte ein weiterer Mann mit einer 10 Meter langen Leiter. Sie waren ausgerüstet mit Kompass und Reservekleidung. Sieben weitere folgten mit Abstand an einem 50 Meter langen Seil. Jeder führte eine Stange mit einem Haken mit sich, um die Tragfähigkeit des Eises zu prüfen. Das Eis war schwarz, und dichter Nebel raubte die Sicht. An drei verschiedenen Stellen brach bei der Überquerung jeweils ein Mann ein und wurde dank der Sicherheitsvorkehrungen von den anderen gerettet. Eine halbe Stunde vor dem Schweizer Ufer verlief ein zwanzig Meter breiter offener Kanal. Es konnte kein anderer Übergang gefunden werden. Schiffer von Altnau und Landschlacht halfen mit einer Gondel, die vom Schweizer Ufer herangebracht wurde. So gelang den Hagnauern das Übersetzen über den eisfreien Kanal, und sie erreichten nach sechs Stunden das Altnauer Ufer. Sie feierten mit dem Altnauer Gemeinderat und dem Sängerbund von Altnau die gelungene Überquerung und schlossen Freundschaft.
Am 8. Februar um 10:30 Uhr machten sie sich auf den Rückweg, begleitet von acht Altnauern und zwei Kesswilern. Die Eisdecke des Sees war über Nacht stärker geworden, aber sie mussten wieder eine offene Stelle entlanggehen und konnten sie an der schmalsten Stelle mit einer Leiter überwinden. Sie erreichten bereits nach drei Stunden gegen 14 Uhr wieder Hagnau.
Am 9. Februar konnten die Thurgauer nicht mehr auf gleichem Weg zurückkehren, weil es weithin offene Flächen gab. Es gelang ihnen schließlich über Meersburg und Konstanz teilweise auf dem Eis, teilweise auf dem Lande ihre Heimatorte zu erreichen.

#### Erinnerung an die Erstüberquerung 1880

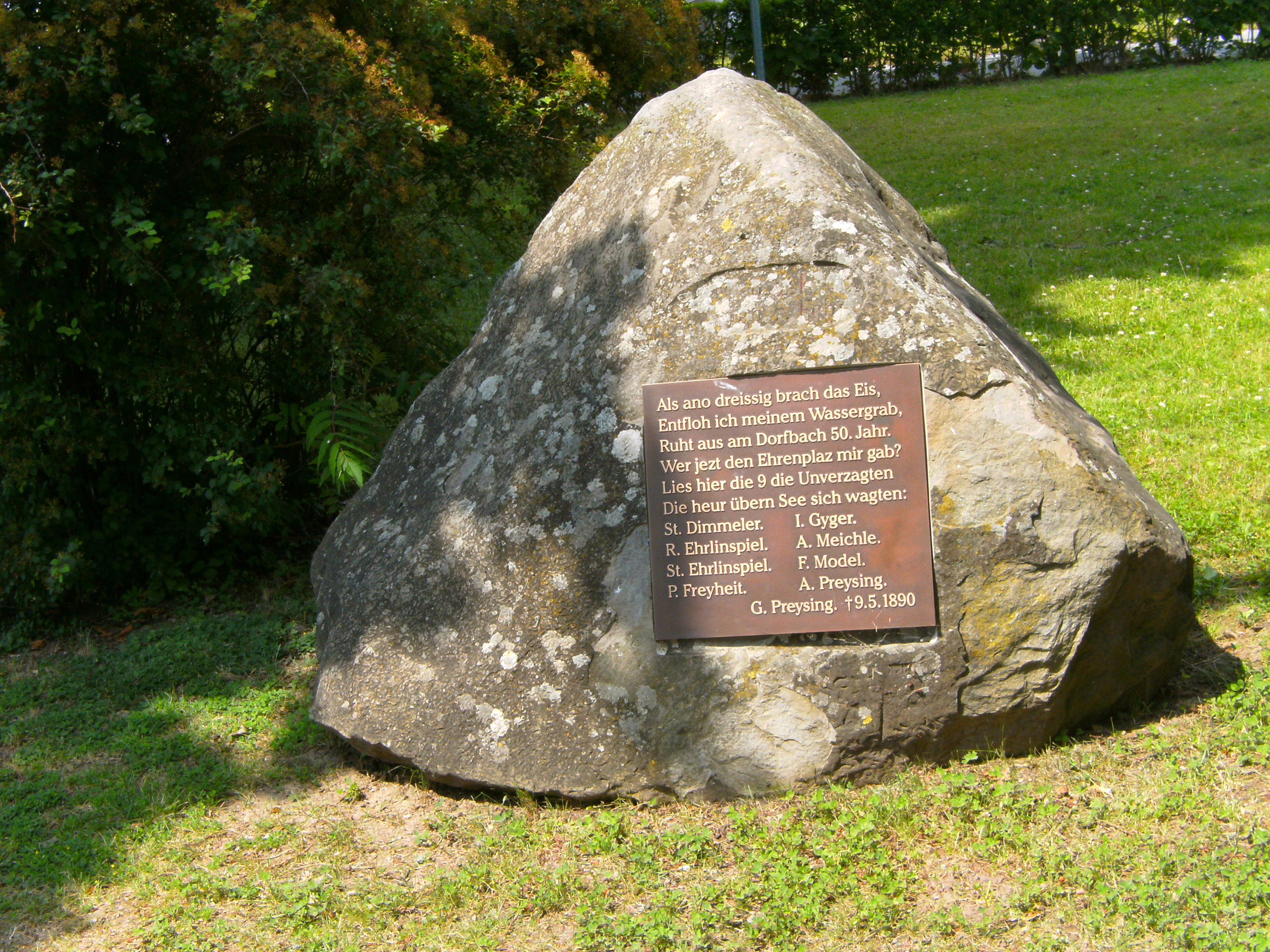
Gedenkstein an der Schiffslände in Hagnau zur Erinnerung an die Überquerung des zugefrorenen Bodensees durch Hagnauer im Jahr 1880

Die Überquerung im Jahr 1880 durch neun Hagnauer Burschen (Andreas Preyßing, Anselm Meichle, Polykarp Freyheit, Stephan Dimmeler, Ferdinand Model, Rupert Erlinspiel, Stephan Erlinspiel, Gebhart Preyßing, Johann Gyger) wurde vom Münsterpfarrer Brugier von Konstanz durch einen Vers dokumentiert. Der Vers wurde auf den Findling von 1830 eingemeißelt. Der Findling war durch die Kräfte des Eises bei der Seegfrörne von 1830 vom Seegrund an die Oberfläche geschleudert worden:

„
Als anno dreißig brach das Eis,
Entfloh ich meinem Wassergrab,
Ruht’ aus am Dorfbach fünfzig Jahr’,
Wer jetzt den Ehrenplatz mir gab?
Lies hier die Neun, die Unverzagten,
Die heuer übern See sich wagten. –“

Dieser Findling befindet sich in der Grünanlage bei der Schiffsanlegestelle in Hagnau. Die Inschrift wurde erneuert, der Text ist bei Hansjakob dokumentiert.

### Hagnau – Münsterlingen 1963

#### Erkundung der Passierbarkeit

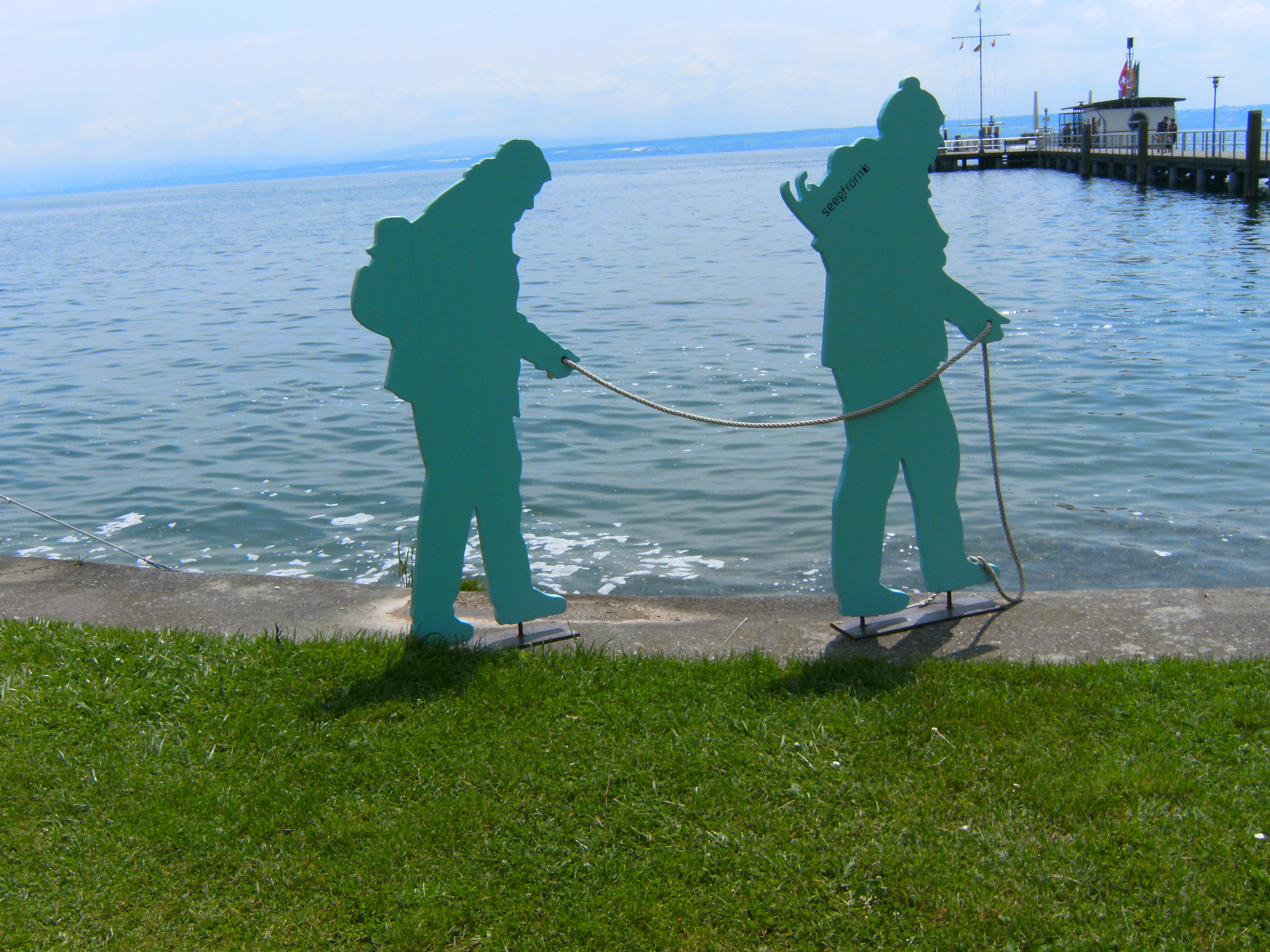
Erinnerung in Hagnau an Erstüberquerung des gefrorenen Bodensees zur Vorbereitung der Eisprozession 1963

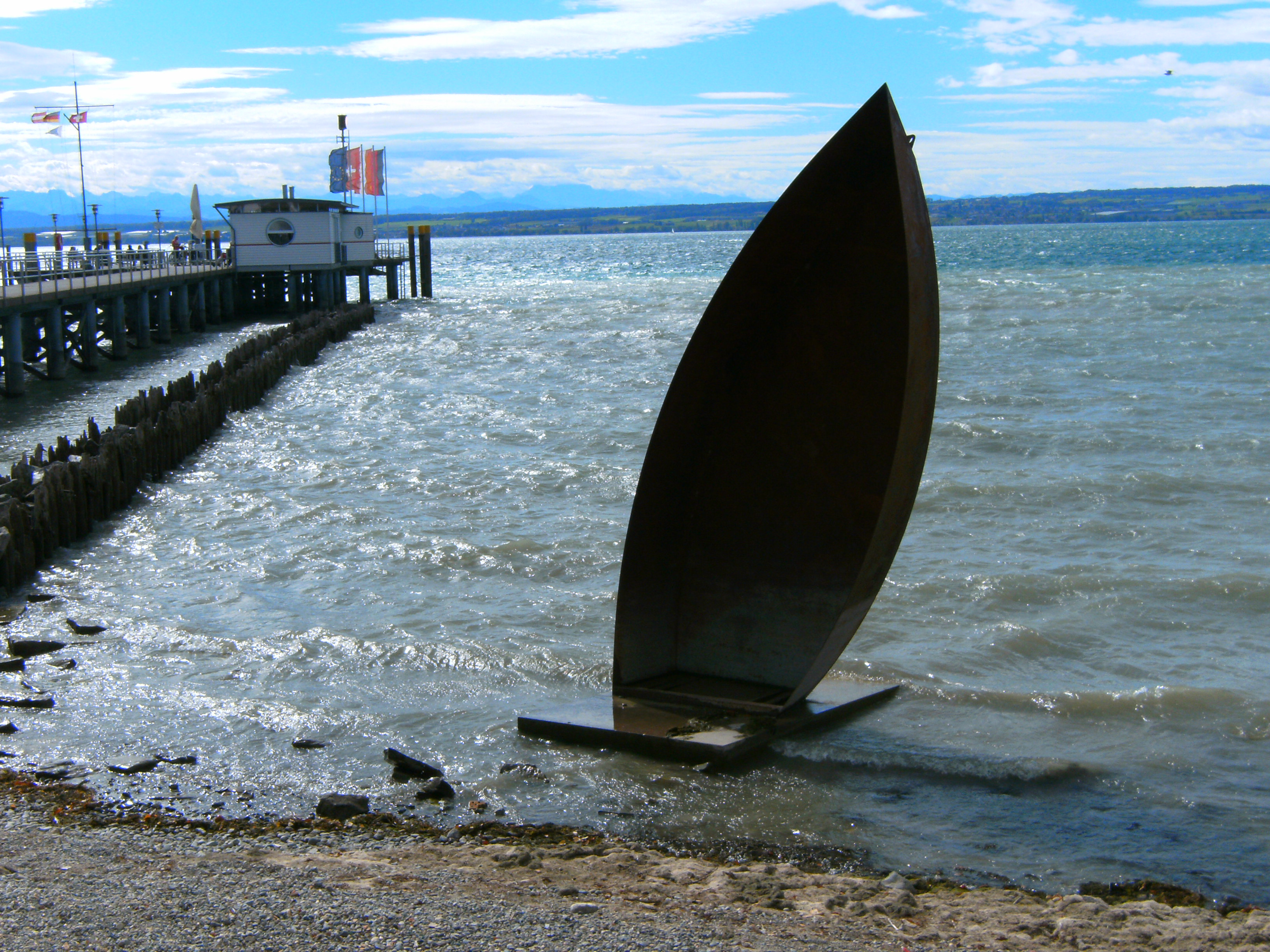
Schiffsanlegestelle Hagnau am Bodensee. Skulptur von Jürgen Knubben (* 1955) zur Erinnerung an die Seegfrörne 1963

Die zwei Gruppen von Hagnauern, die am 6. Februar 1963 den Übergang bei Nebel erkundeten, waren für die Überquerung unterschiedlich ausgerüstet.
Die erste Gruppe um Klaus Winder, später Gruppe Güttingen genannt, mit Berthold Arnold, Konrad Maier und Manfred Maier startete um 9:30 Uhr. In einem Fernsehinterview schilderte der Teilnehmer Arnold, dass sich die Gruppe erst am Morgen spontan gebildet hatte und die Männer die Hilfsmittel Schlitten, Kompass, Fernglas, Trompete, eine lange Leiter, ein langes Fischerseil und Reserve-Unterwäsche für einen Mann durch Diskussion festlegten und mit sich nahmen.
Die Sicht betrug bei Nebel einen halben Kilometer. Die Gruppe wurde eingeholt vom Hagnauer Schlittschuhfahrer Hermann Urnauer. Zu ihnen stieß auf dem See als Versprengter Josef Ritter dazu. Manfred Meier (17 Jahre), der Mann mit dem geringsten Gewicht, führte auf Skiern an, die übrigen folgten jeder mit 10–15 Meter Abstand und durch ein 40 Meter langes Seil gesichert. Josef Ritter zog eine 15 Meter lange Leiter hinter sich her, um bei eventuellen Einbrüchen ins Eis retten zu können. Der Nebel wurde stärker, das Eis federte und krachte. Zunächst war die Eisdecke mit Raureif bedeckt, dann blank, dann erschien eine 200 Meter lange Wasserfläche, die sie östlich umgingen. Bei Nebel diente der Kompass zur Orientierung (Kompasskurs 210). Dann sahen sie die Pappeln von Güttingen am Schweizer Ufer. Sie erreichten das Schweizer Ufer nach rund zwei Stunden und traten fünf vor zwölf Uhr in die Wirtsstube ein. Die Wirtsfamilie Egloff vom Gasthaus „Zum Schiff“ in Güttingen hieß die Gruppe willkommen und ließ sie gastfreundlich am Mittagessen teilhaben. Danach erschienen ein Reporter der Schweizer Tageszeitung Blick und Bezirksstatthalter Otto Raggenbass aus Kreuzlingen.
Die zweite Gruppe um Walter Stärk, später Gruppe Altnau genannt, bildete sich am Vorabend aus den Teilnehmern einer Singstunde und startete am 6. Februar 1963 um 10:30 Uhr. Weitere Teilnehmer waren Anton Preysing, Heinz Ganser, Franz Müller, Bernhard Gutemann, Walter Kress, Albert Berger und Oskar Ehrlinspiel. Walter Stärk benutzte zur Erkundung des Weges ein Fahrrad und fuhr oft hundert Meter voraus. Die Gruppe führte ein kleines Kunststoffboot, das auf vier mit Brettern verbundenen Schlitten gezogen oder geschoben wurde, mit sich. Im Boot wurden ein Paar Wasserskier, fünf Paar Schneeschuhe, Seile, Kleider und Wäsche transportiert. Vom Fischer Winder bekamen sie einen Kompass mit der Marschrichtung 210. Eine acht Meter lange Leiter wurde auf angenagelten Brettern gezogen. Auch sie nahmen einen Versprengten auf, den Fischhändler Precht auf Schlittschuhen, und kamen nach gut zwei Stunden um 13:00 Uhr in Altnau an. Das Eis knirschte und federte, die Eisdicke betrug nur 2,5 bis 3,5 cm, die Sonne war schwach im Nebel zu erkennen. Eiswälle von einem Meter Höhe, zwei bis drei Meter Breite und 20–30 Meter Länge tauchten immer wieder auf und waren ein Indikator für eine feste Eisdecke. Das Boot brach einmal in das Eis ein, wurde aber wieder aufs Eis gewuchtet. Danach sahen sie eine Pappelreihe am Schweizer Ufer, fragten zwei Männer mit Hund nach dem Weg und gingen etwa einen Kilometer westwärts und parallel zum Ufer nach Altnau. Sie erreichten Altnau um 13:15 Uhr, wurden vom Vize-Bürgermeister von Hagnau, der per Kleinbus über die Fähre Meersburg–Konstanz gekommen war, begrüßt und begaben sich in den Gasthof „Zur Krone“. Dort traf später Landrat Raggenbass ein und lud sie zum Essen ein. Den Rückweg nahmen beide Gruppen mit jeweils einem Bus, der die gerade noch befahrbare Fährverbindung Konstanz-Staad nach Meersburg benutzte.
Am 9. Februar 1963 überquerten 60 Schüler und drei Lehrer von Schweizer Seite aus den See und gaben der Hagnauer Schule ein gerahmtes Christusbild zurück.

#### Eisprozession

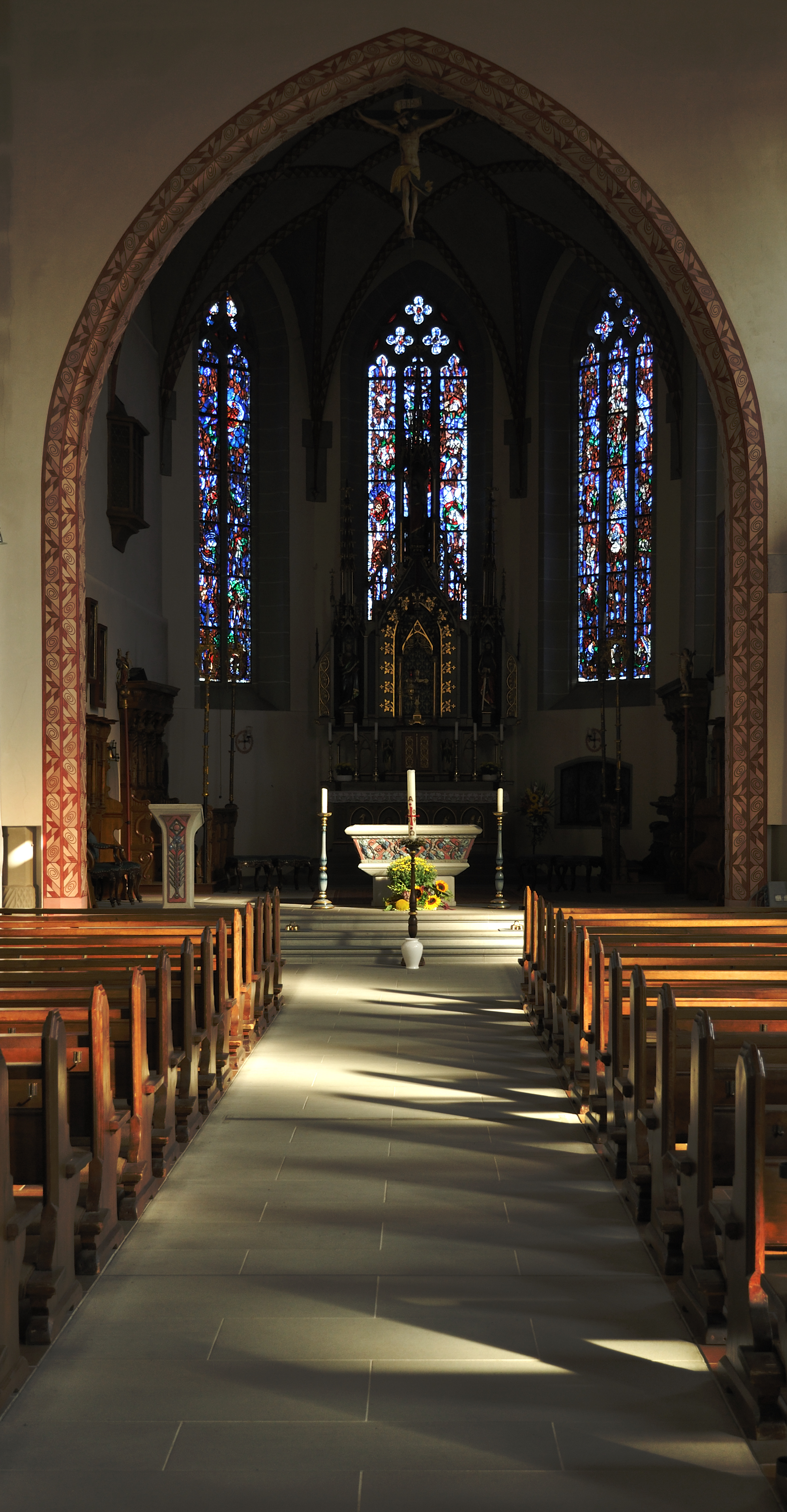
Innenansicht der katholischen Pfarrkirche St. Johann Baptist in Hagnau

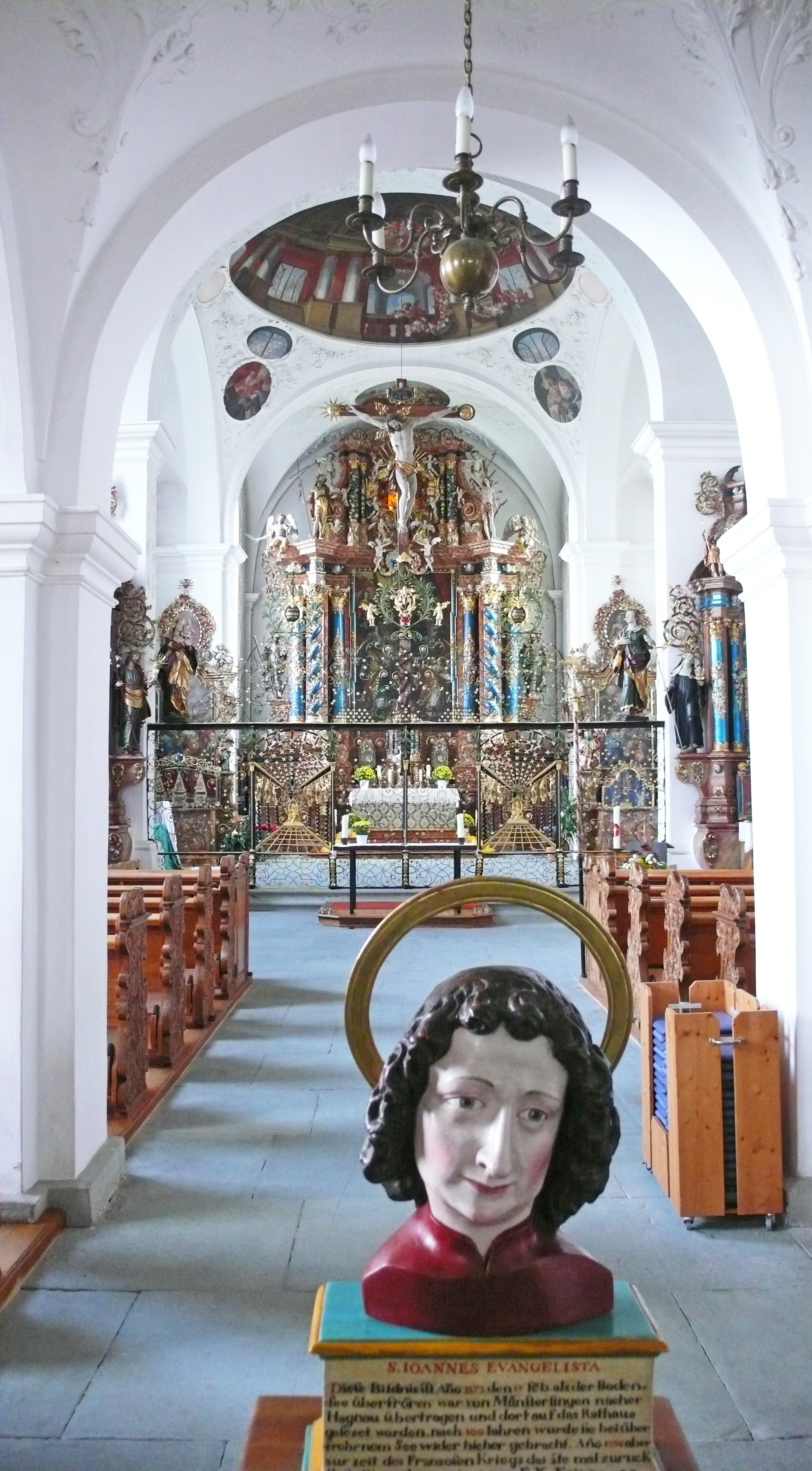
Inneres der Sankt-Remigius-Kirche in Münsterlingen mit Johannes-Büste (2011)

Die Eisprozession Hagnau–Münsterlingen am 12. Februar 1963 war umrahmt von mehreren Dankgottesdiensten. In einer kurzen Andacht in der Klosterkirche von Münsterlingen um 9 Uhr wandte sich der katholische Pfarrer Karl Hofmann an die Gläubigen beider christlicher Konfessionen und rief zum Gebet während der Prozession für Weltfrieden und Ökumene auf. Vom früheren Standort der alten Klosterkirche zog die Prozession dann bei dichtem Schneetreiben vorbei an Altnau Richtung Hagnau. Die Prozession startete mit etwa 300 Personen, im weiteren Verlauf wuchs sie auf rund 2.500 Altnauer und Münsterlinger und 800 Schulkinder. Aufgrund der beschränkten Tragfähigkeit des Eises waren sie verteilt auf einen lang gestreckten Zug. An der Spitze befanden sich der Reiter Georg Stärr, der zuvor von Fischbach bei Friedrichshafen („Reiter vom Bodensee“) auf einer von einem Freund geliehenen Haflinger-Stute mit Namen Monika von Hagnau nach Münsterlingen geritten war in Erinnerung an die Ballade Der Reiter und der Bodensee. Dem Reiter folgten Ministranten mit Kreuz und Fahne, Schulkinder mit einem Seil miteinander verbunden, danach Dekan Alphons Gmür von Kreuzlingen und der evangelische und der katholische Geistliche von Münsterlingen. Begleitet wurde die Eisprozession von Feuerwehrmännern, zwei Ärzten und von Eisaufsehern. Am Schluss der Prozession wurden drei Fässer Seegfrörniwy der Weinkellerei Scherzingen auf einem Schlitten als Geschenk mitgebracht. Gegen 11:30 tauchte die Eisprozession als Kontur im Nebel vor Hagnau auf. Die Münsterlinger trafen in Hagnau nach zweieinhalb Stunden ein und wurden bei Glockengeläut von Bürgermeister Ainser, Gemeinderat, Dekan Höfler, Berthold Markgraf von Baden, Hagnauer Trachtenträgerinnen mit filigraner Trachtenhaube sowie Tausenden von Menschen empfangen.
Nach einem ökumenischen Dankgottesdienst mit Predigt und Gebeten in der Hagnauer Pfarrkirche folgten Vesper und Wein als Gast der Gemeinde Hagnau im Hagnaužer Hof. Bei einer Schlussandacht ab 15 Uhr wurde die Büste dem Pfarrherrn von Münsterlingen, Karl Hofmann, übergeben. Nachmittags um 15:45 Uhr wurde die spätgotische Johannesbüste vorbei an einem kilometerlangen Spalier von Zuschauern bei guter Sicht unter Glockengeläut und Böllerschüssen von Hagnau nach Münsterlingen gebracht. Die Prozession kam dort um 18:30 Uhr an, wurde von Bezirksstatthalter Raggenbass begrüßt. Dann wurde die Büste in die Münsterlinger Klosterkirche gebracht. Die Gläubigen sangen zum Abschluss der Prozession „Großer Gott, wir loben dich“. Die Eisprozession wurde auch in einer kurzen Filmaufnahme und in einer Radioaufnahme dokumentiert.
Seit 1963 steht die Büste bis zur nächsten Seegfrörne in der Pfarrkirche des ehemaligen Benediktinerklosters in Münsterlingen. Die Kopie der Büste befindet sich am Eingang der Kirche. Nur während der Gottesdienste am Samstag und an jedem vierten Sonntag im Monat wird sie am Altar aufgestellt. Das Original der Büste wird im Tresor aufbewahrt und hat leichte Gebrauchsspuren:

„An der Nase ist offen sichtbar etwas Farbe abgeplatzt, am roten Hemdkragen des Johannes' ist ein Makel, ein Eck am Sockel ist beschädigt.“

#### Erinnerungen an die Eisprozession von 1963

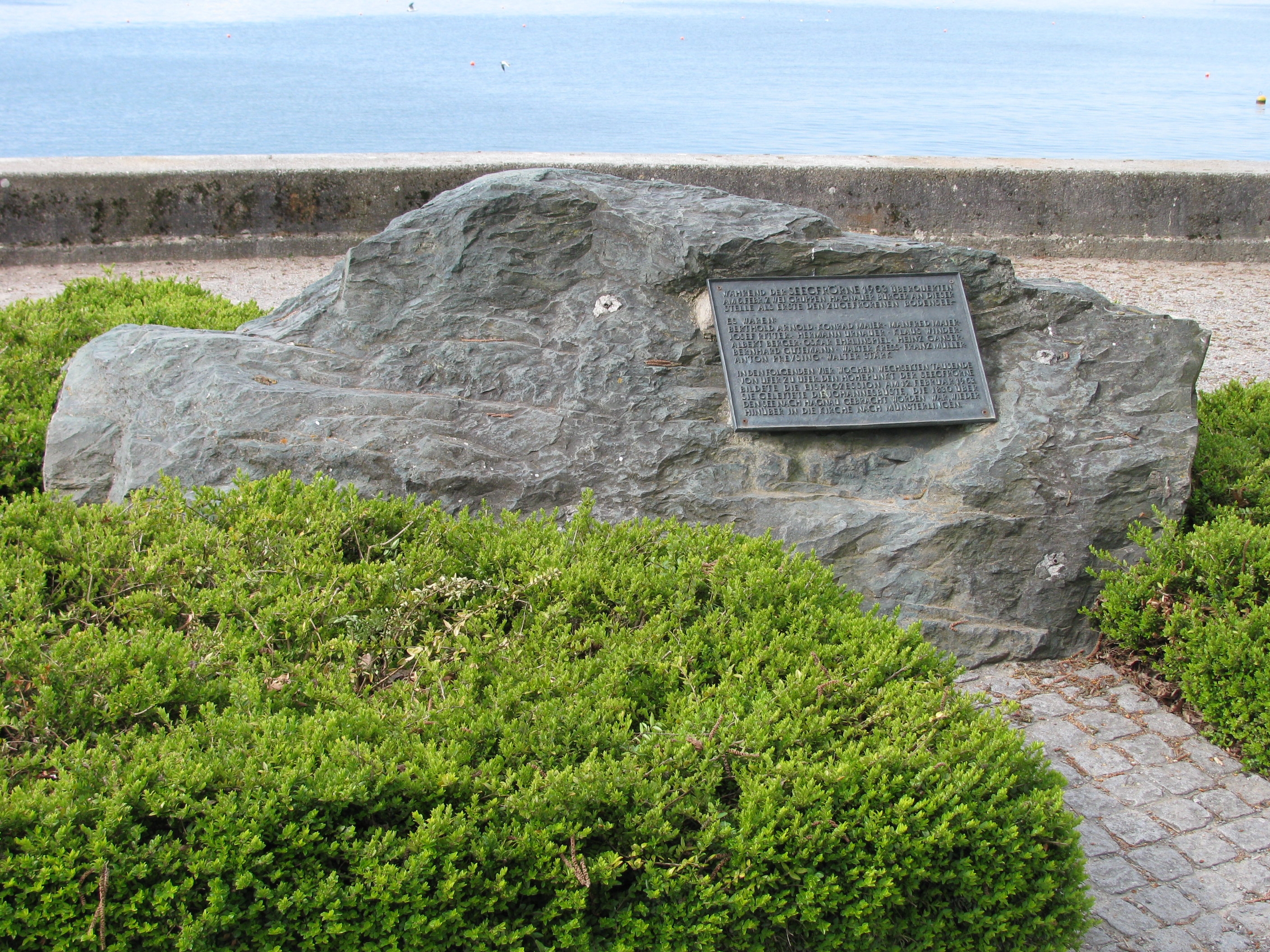
Gedenken an Erstüberquerung, Eisprozession 1963 und Miteinander am See auf Findling in Hagnau

Eine Tafel auf einem Findling am Osthafen unterhalb des Rathauses dokumentiert die Eisprozession von 1963:

„WÄHREND DER SEEGFRÖRNE 1963 ÜBERQUERTEN AM 6. FEBRUAR ZWEI GRUPPEN HAGNAUER BÜRGER AN DIESER STELLE ALS ERSTE DEN ZUGEFRORENEN BODENSEE.
ES WAREN: BERTHOLD ARNOLD – KONRAD MAIER – MANFRED MAIER – JOSEF RITTER – HERMANN URNAUER – KLAUS WINDER – ALBERT BERGER – OSKAR EHRLINSPIEL – HEINZ GANSER – BERNHARD GUTEMANN – WALTER KRESS – FRANZ MÜLLER – ANTON PREYSING – WALTER STÄRK
IN DEN FOLGENDEN VIER WOCHEN WECHSELTEN TAUSENDE VON UFER ZU UFER. DEN HÖHEPUNKT DER SEEGFRÖRNE BILDETE DIE EISPROZESSION AM 12. FEBRUAR 1963. SIE GELEITETE DIE JOHANNESBÜSTE, DIE 1830 ÜBER DEN SEE NACH HAGNAU GEBRACHT WORDEN WAR, WIEDER HINÜBER IN DIE KIRCHE NACH MÜNSTERLINGEN.“

Zur Fünfzigjahrfeier der Eisprozession fand in Hagnau im Hagnauer Museum vom 16. Februar 2013 bis Anfang Februar 2014 die Erinnerungsausstellung Über eisige Grenzen statt. Die Kopie der Johannesbüste wurde hierzu von der Gemeinde Münsterlingen der Hagnauer Ausstellung zur Verfügung gestellt. Nach Ende der Ausstellung wurde sie wieder nach Münsterlingen in die Klosterkirche gebracht. Als Begleitdokument zur Ausstellung erschien das Buch von Diethard Hubatsch: Über eisige Grenzen.
Ein Wandbild am Haus Zeppelinstraße 281 in Fischbach erinnert an Georg Stärr (… – 1999), der als Reiter über den Bodensee bei der Seegfrörne am 12. Februar 1963 den Bodensee in beiden Richtungen zwischen Hagnau und Münsterlingen überquerte.

## Weitere Freundschaftsbräuche

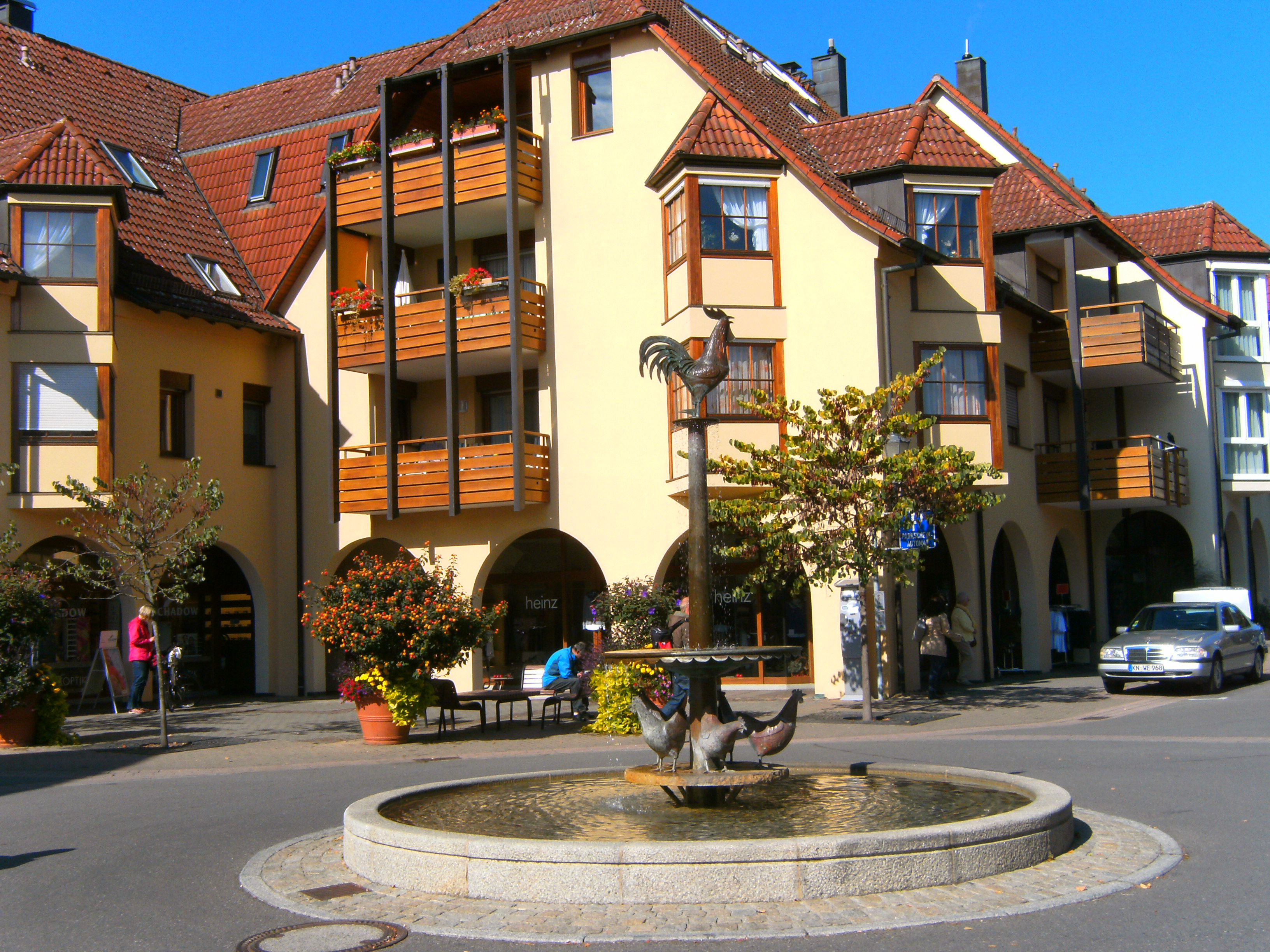
Immenstaad am Bodensee: Hennenschlitter-Brunnen. In Erinnerung an eine Begebenheit bei der Seegfrörne des Bodensees

Immenstaad am Bodensee–Münsterlingen: Seit 1664 wurde von einem Immenstaader Ortsteil der Zehnte an das Kloster Münsterlingen in Naturalien inklusive Hennen abgegeben. Als der See zugefroren war, zogen die Immenstaader mit den Hennen auf Schlitten los über das Eis nach Münsterlingen, aber die Hennen erfroren. Die Immenstaader Narrengesellschaft Hennenschlitter e. V. wurde 1902/1903 gegründet und nannte sich 1950 in Anlehnung an diese Geschichte Hennenschlitter. Am 8. Februar 1963 brachten 24 Mitglieder des Vereins „Hennenschlitter“ mit Schlitten ihre Gaben über den gefrorenen See auf der Route Immenstaad, Hagnau, Münsterlingen. Sie wurden noch auf dem See von den Münsterlingern begrüßt, in Scherzingen im Gasthof „Hecht“ bewirtet, machten sich in Begleitung von Münsterlingern um 16 Uhr auf den Rückweg und feierten mit den Schweizern abends in Immenstaad im Gasthof „Seehof“.
Bottighofen-Hagnau am Bodensee: Die Narrenschar „Löliclique Bottighofen“ besuchte am 10. Februar 1963 die „Narrengesellschaft Eule“ in Hagnau und überreichten den Hagnauern ein Glücksschwein, feierten mit den Hagnauern im „Scharfen Eck“, überreichten eine Urkunde an die Hagnauer Freunde und machten sich auf den Rückmarsch.
Altnau–Hagnau am Bodensee: Die Altnauer Schuljugend hatte 1830 als Erste die Hagnauer besucht. Daher führte die Eisprozession von 1830 mit 100 Hagnauer Schulkindern zunächst nach Altnau. Dort wurde ein Heilandbild an die Schule in Altnau übergeben. Dieses Bild wurde von 60 Altnauer Schulkindern mit drei Lehrern am 9. Februar 1963 zu den Hagnauer Schülern gebracht, im Schulhaus aufgehängt und befindet sich jetzt im Hagnauer Museum.
Meersburg-Konstanz: Anlässlich der Seegfrörne von 1963 wurde der freundschaftliche Austausch zwischen der „Großen Konstanzer Narrengesellschaft Niederburg e. V.“ von 1884 und der „Narrenzunft Schnabelgiere Meersburg e. V.“ mit einem Pokal besiegelt. Dieser wurde am 3. März 1963 von den Konstanzern über den zugefrorenen See nach Meersburg getragen. Bei der nächsten Seegfrörne wird er wieder nach Konstanz gebracht werden.

## Rezeption

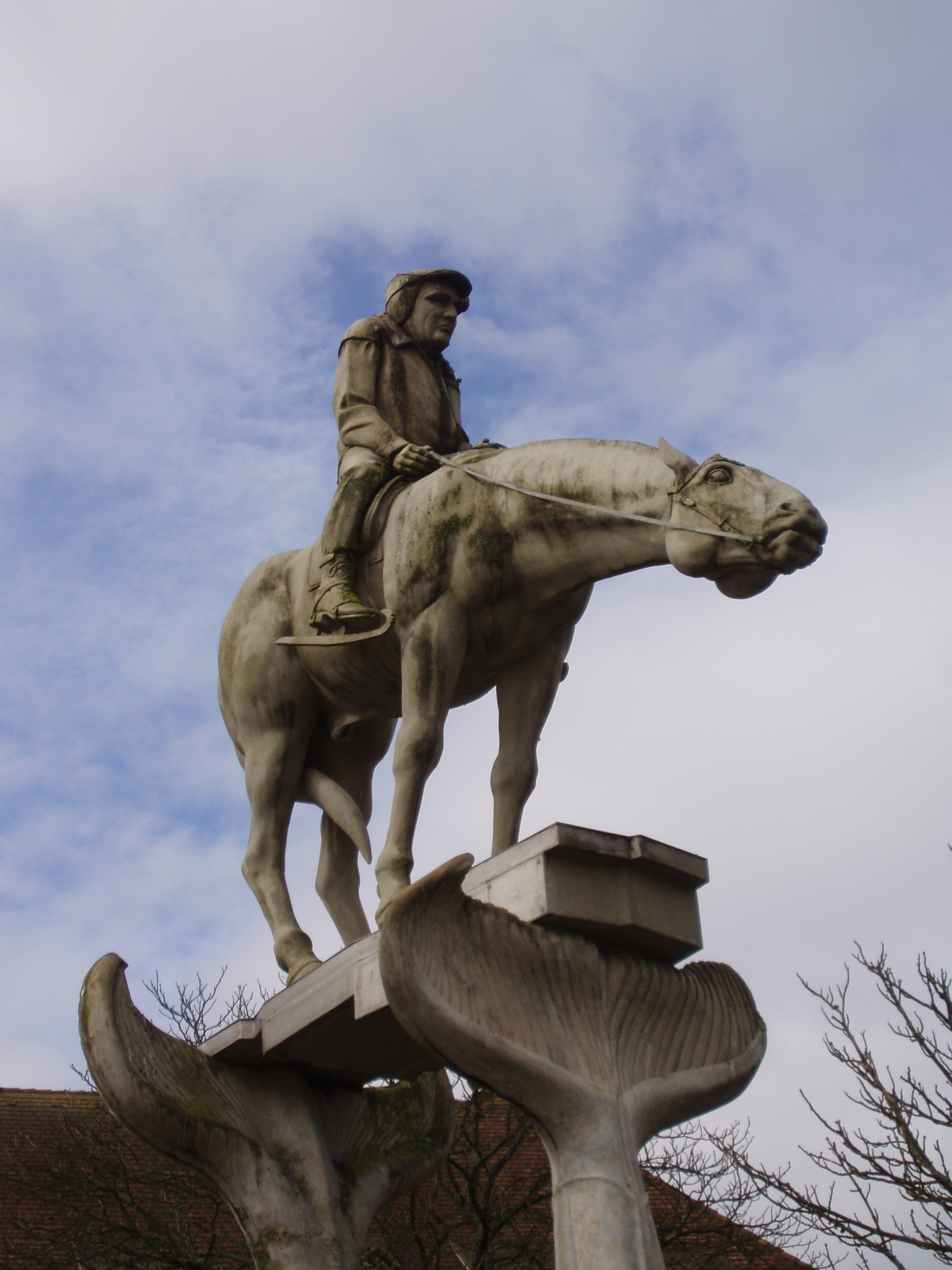
Martin Walser als Bodenseereiter, Brunnenfigur von Peter Lenk

Literarisch überliefert ist, dass am 5. Januar 1573 der Elsässer Postvogt Andreas Egglisperger mit seinem Ross den zugefrorenen Bodensee nach Überlingen überquerte. Dieses Ereignis mit gutem Ende inspirierte den schwäbischen Dichter Gustav Schwab 1826 zu seiner Ballade Der Reiter und der Bodensee samt berühmtem schlechten Ende. Schwab erlebte 1830 selbst eine Seegfrörni und schrieb hierüber das Gedicht Der Spuk auf dem Bodensee.
Selbiges Ereignis wurde vom Konstanzer Maler Wendelin Moosbrugger in drei bzw. vier Landschaftsgemälden dokumentiert.
Hieran erinnert auch der Brunnen in der Nähe der Seepromenade bei der Schiffsanlegestelle in Überlingen der Bodenseereiter des Bildhauers Peter Lenk.
Der Schriftsteller Christof Hamann veröffentlichte im Jahr 2001 den Roman Seegfrörne.

## Radio-Dokumentation
- Kurt Felix: Bodensee-Gfrörni. In: Schweizer Radio, 1963 (kurt-paola-felix.ch (Memento vom 16. Januar 2014 im Internet Archive)). Originalschilderungen von der Eisprozession 1963 Hagnau–Münsterlingen, Fütterung und Bergung der Belchen und Schwäne.

## Filmdokumente
- Den Bodensee genießen. Talkshow mit Filmdokumenten. Gezeigt im SWR/SR Fernsehen am 21. April 2013, von 20:15–21:45. (Darin Originalaufnahmen von der Eisprozession Hagnau–Münsterlingen bei der Seegfrörne 1963 und Interview mit Arnold, der mit seiner Gruppe die Passage zwischen Hagnau und Güttingen erkundete).
- Über eisige Grenzen – Die Seegfrörne am Bodensee. Dokumentation. Gezeigt im „SWR Fernsehen in Baden-Württemberg“ am 29. Dezember 2014, von 18:15–18:45. (Der Film lässt das Abenteuer von 1963 mit Zeitzeugen und seltene Dokumentarfilme lebendig werden. Die vielen Initiativen auf deutscher und Schweizer Seite zeigen, wie die gewachsenen Beziehungen weiter vertieft werden.)

## Belletristik
- Christof Hamann: Seegfrörne. Steidl Verlag, 2003